# مقیاس زمانی زمین‌شناسی
| زمان‌بندی زمین‌شناسی    |                          |                         |                         |
| پیدازیوی (فانروزوئیک) | نوزیوی (سنوزوئیک)        | کواترنری                |                         |
| پیدازیوی (فانروزوئیک) | نوزیوی (سنوزوئیک)        | نئوژن                   |                         |
| پیدازیوی (فانروزوئیک) | نوزیوی (سنوزوئیک)        | پالئوژن                 |                         |
| پیدازیوی (فانروزوئیک) | میانه‌زیوی (مزوزوئیک)     | کرتاسه                  |                         |
| پیدازیوی (فانروزوئیک) | میانه‌زیوی (مزوزوئیک)     | ژوراسیک                 |                         |
| پیدازیوی (فانروزوئیک) | میانه‌زیوی (مزوزوئیک)     | تریاس                   |                         |
| پیدازیوی (فانروزوئیک) | دیرینه‌ زیوی (پالئوزوئیک) | پرمین                   |                         |
| پیدازیوی (فانروزوئیک) | دیرینه‌ زیوی (پالئوزوئیک) | کربونیفر                |                         |
| پیدازیوی (فانروزوئیک) | دیرینه‌ زیوی (پالئوزوئیک) | دوونین                  |                         |
| پیدازیوی (فانروزوئیک) | دیرینه‌ زیوی (پالئوزوئیک) | سیلورین                 |                         |
| پیدازیوی (فانروزوئیک) | دیرینه‌ زیوی (پالئوزوئیک) | اردویسین                |                         |
| پیدازیوی (فانروزوئیک) | دیرینه‌ زیوی (پالئوزوئیک) | کامبرین                 |                         |
| نهان‌زیوی (پرکامبرین)  | پیشین‌زیوی (پروتروزوئیک)  | پیشین‌زیوی (پروتروزوئیک) | پیشین‌زیوی (پروتروزوئیک) |
| نهان‌زیوی (پرکامبرین)  | نخست‌زیوی (آرکئن)         |                         |                         |
| نهان‌زیوی (پرکامبرین)  | پیشازیوی (هادئن)         |                         |                         |

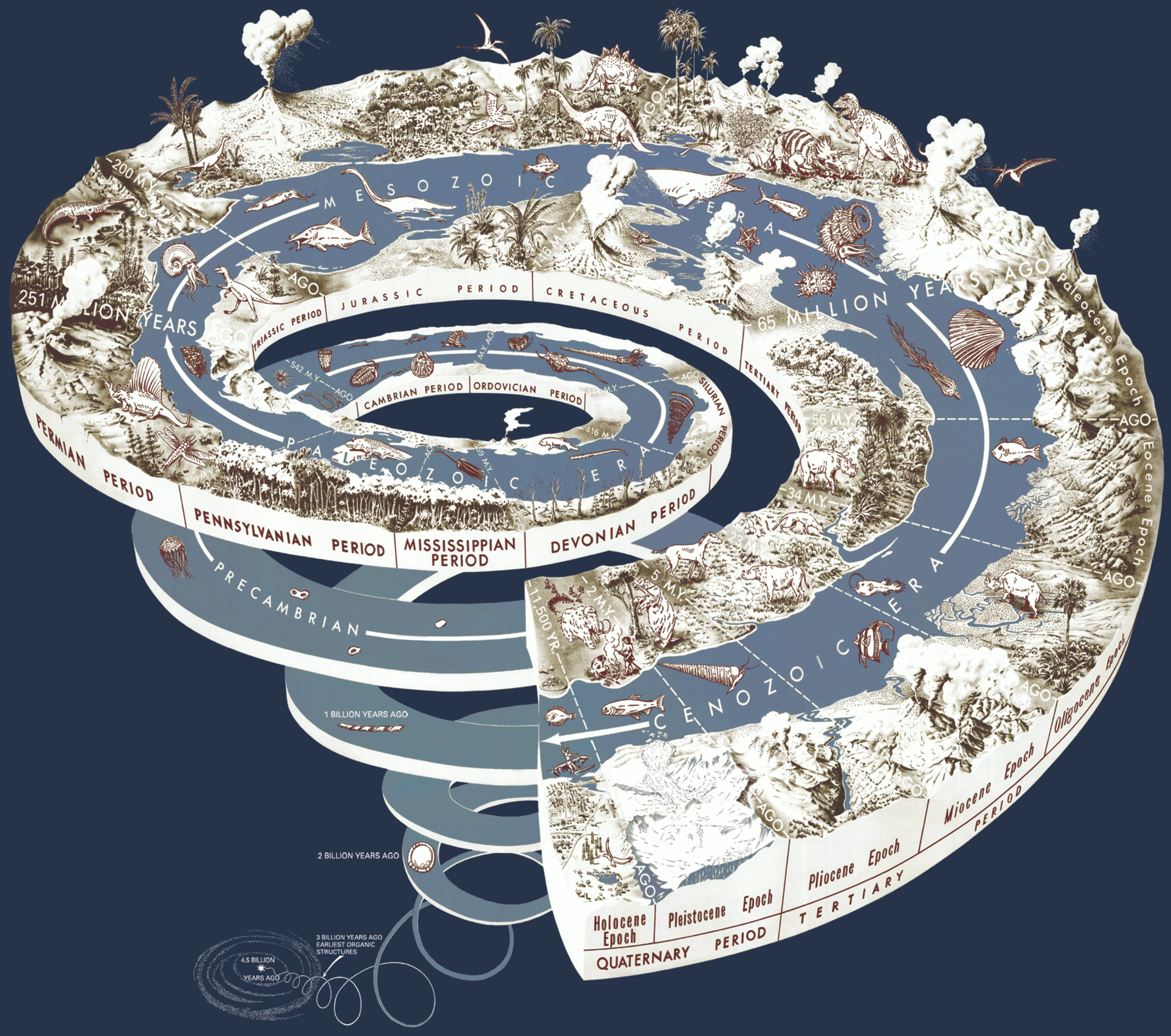
نمودار مقیاس زمانی زمین شناسی

مقیاس زمانی زمین‌شناسی (به انگلیسی: geologic time scale، یا geological time scale، (GTS)) تقسیم‌بندی تاریخ زمین به بخش‌هایی از زمان شامل ابردوران، دوران، دوره، دور و عصر است. این مقیاس زمانی با استفاده از اصول تعیین سن نسبی ایجاد شده‌است. به عبارت دیگر، مقیاس زمانی زمین‌شناسی، سیستم اندازه‌گیری اتفاقات مختلفی است که در دوران زندگی زمین رخ داده‌است. تمام اتفاقات مختلف، اعم از انقراض‌ها، پیدایش‌ها و رخ‌دادهای زمین‌شناسی در آن، مشخص است. از آنجا که تفسیر تاریخ زمین، یکی از هدف‌های اساسی دانش زمین‌شناسی است، نیاز به مقیاسی جهت تفسیر زمین‌شناختی تاریخ زمین، وجود دارد که آن را مقیاس زمانی زمین‌شناسی می‌نامند.

## دید کلی
در زمین‌شناسی مدرن، از همان اوایل تقسیم سکانس‌های ناحیه‌ای چینه‌شناسی به واحدهای بزرگ و قابل تشخیص از یکدیگر، بر اساس فسیل‌ها معمول بوده‌است. چینه‌شناسان ابتدا مرز بین دوره‌ها را بر اساس ناپیوستگی مشخص در آثار جانوری و گیاهی قرار می‌دادند. بسیاری از این مرزها امروزه نیز صحیح به نظر می‌رسند، زیرا بعضی از آن‌ها تغییرات تکاملی یا انقراضی مشخصی را در موجودات نشان می‌دهند که در طی دوره کوتاهی از زمان در مقیاس جهانی صورت گرفته‌است. البته باید دانست که مقیاس زمانی زمین‌شناسی نسبی است و پس از کشف تعیین زمان به روش رادیواکتیو توانستند این مقیاس را با زمان مطلق که بر حسب سال تعیین می‌شود، ارتباط دهند.

## پیشینه
| گاه‌چینه‌شناسی          | زمین‌گاه‌شناسی | یادداشت‌ها                                     |
| --------------------- | ------------ | --------------------------------------------- |
| چینه‌ابردوران Eonothem | ابردوران Eon | جمعاً ۴ ابردوران. نیم میلیارد سال یا بیشتر     |
| چینه‌دوران Erathem     | دوران Era    | ۱۰ دوران شناخته‌شده. چندصد میلیون سال          |
| سامانه System         | دوره Period  | ۲۲ دوره شناخته‌شده. ده‌ها تا حدود صد میلیون سال |
| ردیف Series           | دور Epoch    | ۳۴ دور شناخته‌شده. ده‌ها میلیون سال             |
| اشکوب Stage           | عصر Age      | ۹۹ عصر شناخته‌شده. میلیون‌ها سال                |
| گاه‌بازه Chronozone    | گاه Chron    | زیربخش عصر. توسط ICS به‌کار نمی‌رود.            |

از اواخر قرن ۱۷ میلادی، محققان زمین‌شناسی به دنبال کشف الگویی در سنگ‌ها بودند تا تشخیص واحدهای سنگی در نقاط مختلف آسان‌تر گردد. در زمانی که اکثر محققان معتقد بودند که لایه‌های سنگی نتیجه طوفان نوح است، ویلیام اسمیت نقشه‌بردار و زمین‌شناس انگلیسی برای تشخیص واحدهای سنگی که در مسیر نقشه‌برداری خود قرار داشت به توالی برگشت‌ناپذیر و یکتای فسیل‌های جانوری و گیاهی در هر لایه اشاره کرد و بدین‌ترتیب وی به‌طور غیرمستقیم به تعیین سن نسبی واحدهای سنگی پرداخت. هم‌زمان با اسمیت محققان دیگری در فرانسه به مطالعه توالی فسیل‌ها پرداختند و الگویی در این‌باره ارائه دادند. از جمله این محققان ژرژ کوویه بود که با توسعه ایده تغییر در فسیل‌ها و پیدایش آن‌ها توانست نتایجی در خصوص تحولات در طول تاریخ زمین‌شناختی زمین به‌دست‌آورد. بدین‌ترتیب با گذشت زمان با بررسی آثار حوادث زیستی مانند انقراض‌ها و ظهور جانداران مختلف در لایه‌های سنگی (فسیل‌ها)، حوادث زمین‌ساختی بزرگ مانند کوه‌زایی‌ها و آتشفشان‌ها، حوادث فرازمینی مانند برخورد شهاب‌سنگ‌ها، چرخه‌های میلانکوویچ و نیز با استفاده از ابزارهای تعیین سن مطلق، گام‌های اساسی در جهت تعیین مقیاس جهانی زمان زمین‌شناسی برداشته شد. جدیدترین مقیاس‌های زمانی زمین‌شناسی توسط کمیسیون بین‌المللی چینه‌شناسی تهیه می‌شود.

## زمان زمین‌شناسی
زمان زمین‌شناسی نسبت به زمان پیدایش زمین در حدود ۴/۶ میلیارد سال پیش در نظر گرفته می‌شود.
زمان زمین‌شناسی به ابردوران‌ها (Eon)، دوران‌ها(Era)، دوره‌ها(Period)، دورها(Epoch) و عصرهایی(Age) تقسیم شده‌است که برای هر کدام از این تقسیمات رنگ استاندارد آن در نظر گرفته شده و در تمام نقشه‌ها و نمودارهای تهیه شده در دنیا از این رنگ‌ها استفاده می‌شود. رنگ‌های استفاده شده برای واحدهای زمانی بر اساس طرح اتحادیه برای نقشه زمین‌شناسی جهان می‌باشد. برای نمونه رنگ مورد استفاده برای دوره ژوراسیک آبی و برای دوره کرتاسه سبز است.

## توصیف واژه‌ها

### زمین‌گاه‌شناسی
- ابردوران یا ابرگشتمان (Eon): به مدت‌زمانی گفته می‌شود که دارای چندین عصر است که با یک تغییر عظیم در ساختار زمین آغاز می‌شود و با یک تغییر عظیم دیگر به پایان می‌رسد.
- دوران یا گشتمان (Era): چندصد میلیون سال، ۱۰ دوران شناخته‌شده.
- دوره یا گشتاره (Period): ده‌ها تا حدود صد میلیون سال، ۲۲ دوره شناخته‌شده.
- دور یا گشتارک (Epoch): ده‌ها میلیون سال، ۳۴ دور شناخته‌شده.
- عصر یا روزگار (Age): به مدت‌زمانی گفته می‌شود که تغییرات در ساختار زمین جزئی‌تر از دوره است ولی تغییراتی در شکل زمین رخ می‌دهد.

### گاه‌چینه‌شناسی
- چینه‌ابردوران یا ائونوتوم (Eonothem): بزرگترین رده واحد رسمی زمان چینه‌شناسی است.
- چینه‌دوران یا دوران چینه‌ای (Erathem): تعریف دوران بر اساس دلایل و شواهد دیرینه‌شناسی، چینه‌شناسی، تغییرات مهم در عالم جانوری و گیاهی یا به عبارت دیگر تکامل موجودات و همچنین دوره‌های کوه‌زایی است.
- سامانه یا سیستم (System): مجموعه چند ردیف یک سامانه را به وجود می‌آورد. نام هر سامانه از نام یک ناحیه مشخص یا ردیفی از رسوبات به‌خصوص یا از نام سنگواره‌های ویژه برگرفته می‌شود.
- ردیف یا سری (Series): در گاه‌نگاری چینه‌شناسی، پس از اشکوب، واحد بزرگتری که از لحاظ زمانی- سنگی به کار می‌رود، ردیف است.
- اشکوب یا استیج (Stage): شامل مجموعه طبقات مربوط به رسوبات دریایی با سنگواره‌های شاخص است که در مکان معینی دقیقاً مطالعه شده‌است.

## جدول مقیاس زمانی زمین‌شناسی
جدول زیر خلاصه رویدادهای مهم در طول تاریخ زمین‌شناختی زمین است و ویژگی‌های دوره‌های زمانی در مقیاس زمین‌شناسی را تشریح می‌کند. در این جدول، دوره‌های زمانی جدیدتر در بالا و دوره‌های قدیمی‌تر در پایین قرار گرفته‌اند.
| چینه‌ابردوران/ ابردوران | چینه‌دوران/ دوران | سامانه/ دوره | ردیف/ دور | اشکوب/ عصر | آغاز میلیون سال پیش | رویدادهای مهم |
| ---------------------- | --- | --- | --- | --- | ------------------- | --- |
| پیدازیستی              | نوزیستی | کواترنری | هولوسن | مگالاین | 0.0042 *            | رویداد ۴٫۲ هزار ساله، عصر یخبندان کوچک، افزایش صنعتی‌شدن و کربن دی‌اکسید در جو زمین. |
| پیدازیستی              | نوزیستی | کواترنری | هولوسن | نورث‌گریپین | 0.0082 *            | رویداد ۸۲۰۰ ساله، بهینه اقلیمی هولوسن. عصر برنز. |
| پیدازیستی              | نوزیستی | کواترنری | هولوسن | گرینلندین | 0.0117 ± 0.000099 * | آغاز دوره میان‌یخچالی کنونی. افت سطح آب‌های آزاد به دلیل داگرلند و سوندالند. تشکیل صحرای بزرگ آفریقا. انقلاب نوسنگی. |
| پیدازیستی              | نوزیستی | کواترنری | پلیستوسن | پلیستوسن پسین ('تارانتین') | 0.129               | دوره میان‌یخچالی ایمین، پایان آخرین عصر یخبندان با یانگر درایاس. نظریه فوران آتشفشان توبا. رویداد انقراض کواترنری. |
| پیدازیستی              | نوزیستی | کواترنری | پلیستوسن | چیبانین | 0.774 *             | دوره یخچالی ۱۰۰ هزار ساله با شدت بالا. ظهور انسان خردمند. |
| پیدازیستی              | نوزیستی | کواترنری | پلیستوسن | پلیستوسن پیشین | 1.8 *               | سردشدن بیشتر آب و هوا. گسترش انسان راست‌قامت. |
| پیدازیستی              | نوزیستی | کواترنری | پلیستوسن | گلاسین | 2.58 *              | آغاز یخبندان کواترنری. ظهور کلان‌زیاگان پلیستوسن و انسان ماهر. |
| پیدازیستی              | نوزیستی | نئوژن | پلیوسن | پیاسنزین | 3.6 *               | گسترش یخسار گرینلند.گسترش جنوبی‌کپی در شرق آفریقا. |
| پیدازیستی              | نوزیستی | نئوژن | پلیوسن | زانکلین | 5.333 *             | سیل زانکلین در حوضه مدیترانه. سردشدن آب و هوا. آردی‌کپی در آفریقا. |
| پیدازیستی              | نوزیستی | نئوژن | میوسن | مسینین | 7.246 *             | بحران شوری مسینین با دریاچه‌های زیاده‌شور در حوضه خالی مدیترانه. زمین گلخانه‌ای و سردخانه‌ای ناشی از عصر یخ‌بندان و تثبیت دوباره یخسار جنوبگان خاوری، گسترش تدریجی آخرین نیای مشترک انسان و شامپانزه. ساحل‌مردم چادی در آفریقا. |
| پیدازیستی              | نوزیستی | نئوژن | میوسن | تورتونین | 11.63 *             | بحران شوری مسینین با دریاچه‌های زیاده‌شور در حوضه خالی مدیترانه. زمین گلخانه‌ای و سردخانه‌ای ناشی از عصر یخ‌بندان و تثبیت دوباره یخسار جنوبگان خاوری، گسترش تدریجی آخرین نیای مشترک انسان و شامپانزه. ساحل‌مردم چادی در آفریقا. |
| پیدازیستی              | نوزیستی | نئوژن | میوسن | سراوالین | 13.82 *             | آب و هوای گرم‌تر در ائوسن. انقراض در میوسن میانی. |
| پیدازیستی              | نوزیستی | نئوژن | میوسن | لانگین | 15.97               | آب و هوای گرم‌تر در ائوسن. انقراض در میوسن میانی. |
| پیدازیستی              | نوزیستی | نئوژن | میوسن | بوردیگالین | 20.44               | کوه‌زایی در نیم‌کره شمالی. آغاز کوه‌زایی کایکورا و شکل‌گیری آلپ جنوبی در نیوزیلند. کاهش قابل‌توجه کربن دی‌اکسید از ۶۵۰ ppmv به حدود ۱۰۰ ppmv بر اثر گسترش جنگل‌ها و فرایند فتوسنتز طول میوسن. پستانداران جدید و خانواده‌های پرندگان قابل تشخیص شدند. تنوع اسبیان و ماستودون. وجود گندمیان در همه نقاط. اجداد کپی‌ها شامل انسان‌ها. |
| پیدازیستی              | نوزیستی | نئوژن | میوسن | آکوئیتانین | 23.03 *             | کوه‌زایی در نیم‌کره شمالی. آغاز کوه‌زایی کایکورا و شکل‌گیری آلپ جنوبی در نیوزیلند. کاهش قابل‌توجه کربن دی‌اکسید از ۶۵۰ ppmv به حدود ۱۰۰ ppmv بر اثر گسترش جنگل‌ها و فرایند فتوسنتز طول میوسن. پستانداران جدید و خانواده‌های پرندگان قابل تشخیص شدند. تنوع اسبیان و ماستودون. وجود گندمیان در همه نقاط. اجداد کپی‌ها شامل انسان‌ها. |
| پیدازیستی              | نوزیستی | پالئوژن | الیگوسن | چاتین | 27.82               | رویداد انقراض ائوسن–الگیوسن. آغاز گسترش یخ‌بندان جنوبگانی. فرگشت عمده پستانداران و تنوع گونه‌های گیاهی به‌ویژه گسترش گونه‌های جدید گیاهان گلدار. |
| پیدازیستی              | نوزیستی | پالئوژن | الیگوسن | روپلین | 33.9 *              | رویداد انقراض ائوسن–الگیوسن. آغاز گسترش یخ‌بندان جنوبگانی. فرگشت عمده پستانداران و تنوع گونه‌های گیاهی به‌ویژه گسترش گونه‌های جدید گیاهان گلدار. |
| پیدازیستی              | نوزیستی | پالئوژن | ائوسن | پریابونین | 37.71 *             | زمین گلخانه‌ای و سردخانه‌ای. گسترش و ادامه فرگشت پستانداران قدیمی (مانندگوشت‌دندان‌سانان، لقمه‌ای‌بندان، یوینتاددان و…) در این دور. ظهور چندین گونه جدید از خانواده پستانداران. تنوع اولیه آب‌بازسانان. یخ‌بندان دوباره جنوبگان و تشکیل کلاهک یخی آن. پایان کوه‌زایی لارامید و کوه‌زایی‌های سویر در کوه‌های راکی در آمریکای شمالی. آغاز کوه‌زایی آلپ در اروپا و کوه‌زایی هلنی در یونان و دریای اژه. |
| پیدازیستی              | نوزیستی | پالئوژن | ائوسن | بارتونین | 41.2                | زمین گلخانه‌ای و سردخانه‌ای. گسترش و ادامه فرگشت پستانداران قدیمی (مانندگوشت‌دندان‌سانان، لقمه‌ای‌بندان، یوینتاددان و…) در این دور. ظهور چندین گونه جدید از خانواده پستانداران. تنوع اولیه آب‌بازسانان. یخ‌بندان دوباره جنوبگان و تشکیل کلاهک یخی آن. پایان کوه‌زایی لارامید و کوه‌زایی‌های سویر در کوه‌های راکی در آمریکای شمالی. آغاز کوه‌زایی آلپ در اروپا و کوه‌زایی هلنی در یونان و دریای اژه. |
| پیدازیستی              | نوزیستی | پالئوژن | ائوسن | لوتتین | 47.8 *              | زمین گلخانه‌ای و سردخانه‌ای. گسترش و ادامه فرگشت پستانداران قدیمی (مانندگوشت‌دندان‌سانان، لقمه‌ای‌بندان، یوینتاددان و…) در این دور. ظهور چندین گونه جدید از خانواده پستانداران. تنوع اولیه آب‌بازسانان. یخ‌بندان دوباره جنوبگان و تشکیل کلاهک یخی آن. پایان کوه‌زایی لارامید و کوه‌زایی‌های سویر در کوه‌های راکی در آمریکای شمالی. آغاز کوه‌زایی آلپ در اروپا و کوه‌زایی هلنی در یونان و دریای اژه. |
| پیدازیستی              | نوزیستی | پالئوژن | ائوسن | ایپرزین | 56 *                | دو رویداد گذرای گرمایش جهانی (حداکثر حرارتی پالئوسن-ائوسن و بیشینه گرمایی ائوسن ۲) و گرمایش جهانی تا بهینه گرمایی ائوسن. رویداد آزولا سطح کربن دی‌اکسید را از ۳۵۰۰ ppm به ۶۵۰ ppm کاهش داد که باعث آغاز مرحله طولانی سردشدن هوا شد. برخورد شبه‌قاره هند به آسیا و آغاز کوه‌زایی هیمالیایی. |
| پیدازیستی              | نوزیستی | پالئوژن | پالئوسن | تانتین | 59.2 *              | آغاز این دوران با برخورد چیکشلوب و رویداد انقراض کرتاسه-پالئوژن. زمین گلخانه‌ای و سردخانه‌ای. پیدایش گیاهان جدید، تنوع و تقسیم پستانداران به چندین دسته پس از انقراض دایناسورهای غیر پرنده. نخستین پستانداران بزرگ (تا اندازه خرس یا اسب آبی کوچک). آغاز کوه‌زایی آلپی در آسیا و اروپا. |
| پیدازیستی              | نوزیستی | پالئوژن | پالئوسن | سلاندین | 61.6 *              | آغاز این دوران با برخورد چیکشلوب و رویداد انقراض کرتاسه-پالئوژن. زمین گلخانه‌ای و سردخانه‌ای. پیدایش گیاهان جدید، تنوع و تقسیم پستانداران به چندین دسته پس از انقراض دایناسورهای غیر پرنده. نخستین پستانداران بزرگ (تا اندازه خرس یا اسب آبی کوچک). آغاز کوه‌زایی آلپی در آسیا و اروپا. |
| پیدازیستی              | نوزیستی | پالئوژن | پالئوسن | دانین | 66 *                | آغاز این دوران با برخورد چیکشلوب و رویداد انقراض کرتاسه-پالئوژن. زمین گلخانه‌ای و سردخانه‌ای. پیدایش گیاهان جدید، تنوع و تقسیم پستانداران به چندین دسته پس از انقراض دایناسورهای غیر پرنده. نخستین پستانداران بزرگ (تا اندازه خرس یا اسب آبی کوچک). آغاز کوه‌زایی آلپی در آسیا و اروپا. |
| پیدازیستی              | میانه‌زیستی | کرتاسه | کرتاسه پسین | ماستریختین | 72.1 ± 0.2 *        | تکثیر گیاهان گلدار به همراه گسترش گونه‌های جدید حشرات. پیدایش گونه‌های جدیدتر پیوسته‌استخوانان، شاخ‌قوچی‌ها، بلمنیت‌ها، صدف‌های حلقه‌ای دوکفه‌ای‌ها، توتیای دریایی و اسفنج دریایی. گونه جدید از دایناسورها. (بیدادگرخزندگان، تیتاناسور، اردک‌منقاران و شاخ‌چهرگان) بر روی زمین تکامل یافتند و هوسوسماران (تمساح‌سانان جدید) و موساسوریان و کوسه‌های جدید در دریا ظاهر شدند. پرندگان دندان‌دار و بی‌دندان به همراه پتروسور هم‌زیستی داشتند. ظهور پستانداران از نوع تک‌سوراخیان، کیسه‌داران و هوددان. شکسته‌شدن ابرقاره گوندوانا. آغاز کوه‌زایی لارامید و کوه‌زایی سویر در محل کوه‌های راکی. مقدار کربن دی‌اکسید جو زمین نزدیک به مقادیر امروزی. |
| پیدازیستی              | میانه‌زیستی | کرتاسه | کرتاسه پسین | کامپانین | 83.6 ± 0.2          | تکثیر گیاهان گلدار به همراه گسترش گونه‌های جدید حشرات. پیدایش گونه‌های جدیدتر پیوسته‌استخوانان، شاخ‌قوچی‌ها، بلمنیت‌ها، صدف‌های حلقه‌ای دوکفه‌ای‌ها، توتیای دریایی و اسفنج دریایی. گونه جدید از دایناسورها. (بیدادگرخزندگان، تیتاناسور، اردک‌منقاران و شاخ‌چهرگان) بر روی زمین تکامل یافتند و هوسوسماران (تمساح‌سانان جدید) و موساسوریان و کوسه‌های جدید در دریا ظاهر شدند. پرندگان دندان‌دار و بی‌دندان به همراه پتروسور هم‌زیستی داشتند. ظهور پستانداران از نوع تک‌سوراخیان، کیسه‌داران و هوددان. شکسته‌شدن ابرقاره گوندوانا. آغاز کوه‌زایی لارامید و کوه‌زایی سویر در محل کوه‌های راکی. مقدار کربن دی‌اکسید جو زمین نزدیک به مقادیر امروزی. |
| پیدازیستی              | میانه‌زیستی | کرتاسه | کرتاسه پسین | سانتونین | 86.3 ± 0.5 *        | تکثیر گیاهان گلدار به همراه گسترش گونه‌های جدید حشرات. پیدایش گونه‌های جدیدتر پیوسته‌استخوانان، شاخ‌قوچی‌ها، بلمنیت‌ها، صدف‌های حلقه‌ای دوکفه‌ای‌ها، توتیای دریایی و اسفنج دریایی. گونه جدید از دایناسورها. (بیدادگرخزندگان، تیتاناسور، اردک‌منقاران و شاخ‌چهرگان) بر روی زمین تکامل یافتند و هوسوسماران (تمساح‌سانان جدید) و موساسوریان و کوسه‌های جدید در دریا ظاهر شدند. پرندگان دندان‌دار و بی‌دندان به همراه پتروسور هم‌زیستی داشتند. ظهور پستانداران از نوع تک‌سوراخیان، کیسه‌داران و هوددان. شکسته‌شدن ابرقاره گوندوانا. آغاز کوه‌زایی لارامید و کوه‌زایی سویر در محل کوه‌های راکی. مقدار کربن دی‌اکسید جو زمین نزدیک به مقادیر امروزی. |
| پیدازیستی              | میانه‌زیستی | کرتاسه | کرتاسه پسین | کنیاسین | 89.8 ± 0.3          | تکثیر گیاهان گلدار به همراه گسترش گونه‌های جدید حشرات. پیدایش گونه‌های جدیدتر پیوسته‌استخوانان، شاخ‌قوچی‌ها، بلمنیت‌ها، صدف‌های حلقه‌ای دوکفه‌ای‌ها، توتیای دریایی و اسفنج دریایی. گونه جدید از دایناسورها. (بیدادگرخزندگان، تیتاناسور، اردک‌منقاران و شاخ‌چهرگان) بر روی زمین تکامل یافتند و هوسوسماران (تمساح‌سانان جدید) و موساسوریان و کوسه‌های جدید در دریا ظاهر شدند. پرندگان دندان‌دار و بی‌دندان به همراه پتروسور هم‌زیستی داشتند. ظهور پستانداران از نوع تک‌سوراخیان، کیسه‌داران و هوددان. شکسته‌شدن ابرقاره گوندوانا. آغاز کوه‌زایی لارامید و کوه‌زایی سویر در محل کوه‌های راکی. مقدار کربن دی‌اکسید جو زمین نزدیک به مقادیر امروزی. |
| پیدازیستی              | میانه‌زیستی | کرتاسه | کرتاسه پسین | تورونین | 93.9 *              | تکثیر گیاهان گلدار به همراه گسترش گونه‌های جدید حشرات. پیدایش گونه‌های جدیدتر پیوسته‌استخوانان، شاخ‌قوچی‌ها، بلمنیت‌ها، صدف‌های حلقه‌ای دوکفه‌ای‌ها، توتیای دریایی و اسفنج دریایی. گونه جدید از دایناسورها. (بیدادگرخزندگان، تیتاناسور، اردک‌منقاران و شاخ‌چهرگان) بر روی زمین تکامل یافتند و هوسوسماران (تمساح‌سانان جدید) و موساسوریان و کوسه‌های جدید در دریا ظاهر شدند. پرندگان دندان‌دار و بی‌دندان به همراه پتروسور هم‌زیستی داشتند. ظهور پستانداران از نوع تک‌سوراخیان، کیسه‌داران و هوددان. شکسته‌شدن ابرقاره گوندوانا. آغاز کوه‌زایی لارامید و کوه‌زایی سویر در محل کوه‌های راکی. مقدار کربن دی‌اکسید جو زمین نزدیک به مقادیر امروزی. |
| پیدازیستی              | میانه‌زیستی | کرتاسه | کرتاسه پسین | سنومانین | 100.5 *             | تکثیر گیاهان گلدار به همراه گسترش گونه‌های جدید حشرات. پیدایش گونه‌های جدیدتر پیوسته‌استخوانان، شاخ‌قوچی‌ها، بلمنیت‌ها، صدف‌های حلقه‌ای دوکفه‌ای‌ها، توتیای دریایی و اسفنج دریایی. گونه جدید از دایناسورها. (بیدادگرخزندگان، تیتاناسور، اردک‌منقاران و شاخ‌چهرگان) بر روی زمین تکامل یافتند و هوسوسماران (تمساح‌سانان جدید) و موساسوریان و کوسه‌های جدید در دریا ظاهر شدند. پرندگان دندان‌دار و بی‌دندان به همراه پتروسور هم‌زیستی داشتند. ظهور پستانداران از نوع تک‌سوراخیان، کیسه‌داران و هوددان. شکسته‌شدن ابرقاره گوندوانا. آغاز کوه‌زایی لارامید و کوه‌زایی سویر در محل کوه‌های راکی. مقدار کربن دی‌اکسید جو زمین نزدیک به مقادیر امروزی. |
| پیدازیستی              | میانه‌زیستی | کرتاسه | کرتاسه پیشین | آلبین | ~113 *              | تکثیر گیاهان گلدار به همراه گسترش گونه‌های جدید حشرات. پیدایش گونه‌های جدیدتر پیوسته‌استخوانان، شاخ‌قوچی‌ها، بلمنیت‌ها، صدف‌های حلقه‌ای دوکفه‌ای‌ها، توتیای دریایی و اسفنج دریایی. گونه جدید از دایناسورها. (بیدادگرخزندگان، تیتاناسور، اردک‌منقاران و شاخ‌چهرگان) بر روی زمین تکامل یافتند و هوسوسماران (تمساح‌سانان جدید) و موساسوریان و کوسه‌های جدید در دریا ظاهر شدند. پرندگان دندان‌دار و بی‌دندان به همراه پتروسور هم‌زیستی داشتند. ظهور پستانداران از نوع تک‌سوراخیان، کیسه‌داران و هوددان. شکسته‌شدن ابرقاره گوندوانا. آغاز کوه‌زایی لارامید و کوه‌زایی سویر در محل کوه‌های راکی. مقدار کربن دی‌اکسید جو زمین نزدیک به مقادیر امروزی. |
| پیدازیستی              | میانه‌زیستی | کرتاسه | کرتاسه پیشین | آپتین | ~121.4              | تکثیر گیاهان گلدار به همراه گسترش گونه‌های جدید حشرات. پیدایش گونه‌های جدیدتر پیوسته‌استخوانان، شاخ‌قوچی‌ها، بلمنیت‌ها، صدف‌های حلقه‌ای دوکفه‌ای‌ها، توتیای دریایی و اسفنج دریایی. گونه جدید از دایناسورها. (بیدادگرخزندگان، تیتاناسور، اردک‌منقاران و شاخ‌چهرگان) بر روی زمین تکامل یافتند و هوسوسماران (تمساح‌سانان جدید) و موساسوریان و کوسه‌های جدید در دریا ظاهر شدند. پرندگان دندان‌دار و بی‌دندان به همراه پتروسور هم‌زیستی داشتند. ظهور پستانداران از نوع تک‌سوراخیان، کیسه‌داران و هوددان. شکسته‌شدن ابرقاره گوندوانا. آغاز کوه‌زایی لارامید و کوه‌زایی سویر در محل کوه‌های راکی. مقدار کربن دی‌اکسید جو زمین نزدیک به مقادیر امروزی. |
| پیدازیستی              | میانه‌زیستی | کرتاسه | کرتاسه پیشین | بارمین | ~129.4              | تکثیر گیاهان گلدار به همراه گسترش گونه‌های جدید حشرات. پیدایش گونه‌های جدیدتر پیوسته‌استخوانان، شاخ‌قوچی‌ها، بلمنیت‌ها، صدف‌های حلقه‌ای دوکفه‌ای‌ها، توتیای دریایی و اسفنج دریایی. گونه جدید از دایناسورها. (بیدادگرخزندگان، تیتاناسور، اردک‌منقاران و شاخ‌چهرگان) بر روی زمین تکامل یافتند و هوسوسماران (تمساح‌سانان جدید) و موساسوریان و کوسه‌های جدید در دریا ظاهر شدند. پرندگان دندان‌دار و بی‌دندان به همراه پتروسور هم‌زیستی داشتند. ظهور پستانداران از نوع تک‌سوراخیان، کیسه‌داران و هوددان. شکسته‌شدن ابرقاره گوندوانا. آغاز کوه‌زایی لارامید و کوه‌زایی سویر در محل کوه‌های راکی. مقدار کربن دی‌اکسید جو زمین نزدیک به مقادیر امروزی. |
| پیدازیستی              | میانه‌زیستی | کرتاسه | کرتاسه پیشین | هاتریوین | ~132.6 *            | تکثیر گیاهان گلدار به همراه گسترش گونه‌های جدید حشرات. پیدایش گونه‌های جدیدتر پیوسته‌استخوانان، شاخ‌قوچی‌ها، بلمنیت‌ها، صدف‌های حلقه‌ای دوکفه‌ای‌ها، توتیای دریایی و اسفنج دریایی. گونه جدید از دایناسورها. (بیدادگرخزندگان، تیتاناسور، اردک‌منقاران و شاخ‌چهرگان) بر روی زمین تکامل یافتند و هوسوسماران (تمساح‌سانان جدید) و موساسوریان و کوسه‌های جدید در دریا ظاهر شدند. پرندگان دندان‌دار و بی‌دندان به همراه پتروسور هم‌زیستی داشتند. ظهور پستانداران از نوع تک‌سوراخیان، کیسه‌داران و هوددان. شکسته‌شدن ابرقاره گوندوانا. آغاز کوه‌زایی لارامید و کوه‌زایی سویر در محل کوه‌های راکی. مقدار کربن دی‌اکسید جو زمین نزدیک به مقادیر امروزی. |
| پیدازیستی              | میانه‌زیستی | کرتاسه | کرتاسه پیشین | والانجینین | ~139.8              | تکثیر گیاهان گلدار به همراه گسترش گونه‌های جدید حشرات. پیدایش گونه‌های جدیدتر پیوسته‌استخوانان، شاخ‌قوچی‌ها، بلمنیت‌ها، صدف‌های حلقه‌ای دوکفه‌ای‌ها، توتیای دریایی و اسفنج دریایی. گونه جدید از دایناسورها. (بیدادگرخزندگان، تیتاناسور، اردک‌منقاران و شاخ‌چهرگان) بر روی زمین تکامل یافتند و هوسوسماران (تمساح‌سانان جدید) و موساسوریان و کوسه‌های جدید در دریا ظاهر شدند. پرندگان دندان‌دار و بی‌دندان به همراه پتروسور هم‌زیستی داشتند. ظهور پستانداران از نوع تک‌سوراخیان، کیسه‌داران و هوددان. شکسته‌شدن ابرقاره گوندوانا. آغاز کوه‌زایی لارامید و کوه‌زایی سویر در محل کوه‌های راکی. مقدار کربن دی‌اکسید جو زمین نزدیک به مقادیر امروزی. |
| پیدازیستی              | میانه‌زیستی | کرتاسه | کرتاسه پیشین | بریاسین | ~145                | تکثیر گیاهان گلدار به همراه گسترش گونه‌های جدید حشرات. پیدایش گونه‌های جدیدتر پیوسته‌استخوانان، شاخ‌قوچی‌ها، بلمنیت‌ها، صدف‌های حلقه‌ای دوکفه‌ای‌ها، توتیای دریایی و اسفنج دریایی. گونه جدید از دایناسورها. (بیدادگرخزندگان، تیتاناسور، اردک‌منقاران و شاخ‌چهرگان) بر روی زمین تکامل یافتند و هوسوسماران (تمساح‌سانان جدید) و موساسوریان و کوسه‌های جدید در دریا ظاهر شدند. پرندگان دندان‌دار و بی‌دندان به همراه پتروسور هم‌زیستی داشتند. ظهور پستانداران از نوع تک‌سوراخیان، کیسه‌داران و هوددان. شکسته‌شدن ابرقاره گوندوانا. آغاز کوه‌زایی لارامید و کوه‌زایی سویر در محل کوه‌های راکی. مقدار کربن دی‌اکسید جو زمین نزدیک به مقادیر امروزی. |
| پیدازیستی              | میانه‌زیستی | ژوراسیک | ژوراسیک پسین | تیتونین | 152.1 ± 0.9         | بازدانگان (به‌ویژه مخروطیان، Bennettitales و سرخس نخلی) و سرخس باریک‌هاگدان گسترش زیادی داشتند. چندین گونهدایناسور مانند خزنده‌پایان، گوشت‌خزندگان و پوشیده‌خزنده‌سانان وجود داشتند. پستانداران وجود داشتند ولی در مقیاس کوچک. نخستین پرندگان و پولک‌داران ظاهر شدند. تنوع ماهی‌خزنده‌سانان و نزدیک‌سوسمارسانان. تکثیردوکفه‌ای‌ها، شاخ‌قوچی‌ها و بلمنیت‌ها. گسترش زیادتوتیای دریایی، زنبق دریایی، ستاره دریایی، اسفنج دریایی، Terebratulida ,Rhynchonellida و بازوپایان. شکسته‌شدن ابرقاره پانگه‌آ به گوندوانا و لوراسیا. کوه‌زایی نوادایی در آمریکای شمالی. پایان تدریجی کوه‌زایی رانگیتاتا و کوه‌زایی سیمرین. سطح CO2 در جو زمین ۳ تا ۴ برابر مقادیر امروزی (۱۲۰۰ تا ۱۵۰۰ ppmv در مقایسه با مقدار ۴۰۰ ppmv امروزی).                                                                         |
| پیدازیستی              | میانه‌زیستی | ژوراسیک | ژوراسیک پسین | کیمریجین | 157.3 ± 1.0         | بازدانگان (به‌ویژه مخروطیان، Bennettitales و سرخس نخلی) و سرخس باریک‌هاگدان گسترش زیادی داشتند. چندین گونهدایناسور مانند خزنده‌پایان، گوشت‌خزندگان و پوشیده‌خزنده‌سانان وجود داشتند. پستانداران وجود داشتند ولی در مقیاس کوچک. نخستین پرندگان و پولک‌داران ظاهر شدند. تنوع ماهی‌خزنده‌سانان و نزدیک‌سوسمارسانان. تکثیردوکفه‌ای‌ها، شاخ‌قوچی‌ها و بلمنیت‌ها. گسترش زیادتوتیای دریایی، زنبق دریایی، ستاره دریایی، اسفنج دریایی، Terebratulida ,Rhynchonellida و بازوپایان. شکسته‌شدن ابرقاره پانگه‌آ به گوندوانا و لوراسیا. کوه‌زایی نوادایی در آمریکای شمالی. پایان تدریجی کوه‌زایی رانگیتاتا و کوه‌زایی سیمرین. سطح CO2 در جو زمین ۳ تا ۴ برابر مقادیر امروزی (۱۲۰۰ تا ۱۵۰۰ ppmv در مقایسه با مقدار ۴۰۰ ppmv امروزی).                                                                         |
| پیدازیستی              | میانه‌زیستی | ژوراسیک | ژوراسیک پسین | آکسفوردین | 163.5 ± 1.0         | بازدانگان (به‌ویژه مخروطیان، Bennettitales و سرخس نخلی) و سرخس باریک‌هاگدان گسترش زیادی داشتند. چندین گونهدایناسور مانند خزنده‌پایان، گوشت‌خزندگان و پوشیده‌خزنده‌سانان وجود داشتند. پستانداران وجود داشتند ولی در مقیاس کوچک. نخستین پرندگان و پولک‌داران ظاهر شدند. تنوع ماهی‌خزنده‌سانان و نزدیک‌سوسمارسانان. تکثیردوکفه‌ای‌ها، شاخ‌قوچی‌ها و بلمنیت‌ها. گسترش زیادتوتیای دریایی، زنبق دریایی، ستاره دریایی، اسفنج دریایی، Terebratulida ,Rhynchonellida و بازوپایان. شکسته‌شدن ابرقاره پانگه‌آ به گوندوانا و لوراسیا. کوه‌زایی نوادایی در آمریکای شمالی. پایان تدریجی کوه‌زایی رانگیتاتا و کوه‌زایی سیمرین. سطح CO2 در جو زمین ۳ تا ۴ برابر مقادیر امروزی (۱۲۰۰ تا ۱۵۰۰ ppmv در مقایسه با مقدار ۴۰۰ ppmv امروزی).                                                                         |
| پیدازیستی              | میانه‌زیستی | ژوراسیک | ژوراسیک میانه | کالووین | 166.1 ± 1.2         | بازدانگان (به‌ویژه مخروطیان، Bennettitales و سرخس نخلی) و سرخس باریک‌هاگدان گسترش زیادی داشتند. چندین گونهدایناسور مانند خزنده‌پایان، گوشت‌خزندگان و پوشیده‌خزنده‌سانان وجود داشتند. پستانداران وجود داشتند ولی در مقیاس کوچک. نخستین پرندگان و پولک‌داران ظاهر شدند. تنوع ماهی‌خزنده‌سانان و نزدیک‌سوسمارسانان. تکثیردوکفه‌ای‌ها، شاخ‌قوچی‌ها و بلمنیت‌ها. گسترش زیادتوتیای دریایی، زنبق دریایی، ستاره دریایی، اسفنج دریایی، Terebratulida ,Rhynchonellida و بازوپایان. شکسته‌شدن ابرقاره پانگه‌آ به گوندوانا و لوراسیا. کوه‌زایی نوادایی در آمریکای شمالی. پایان تدریجی کوه‌زایی رانگیتاتا و کوه‌زایی سیمرین. سطح CO2 در جو زمین ۳ تا ۴ برابر مقادیر امروزی (۱۲۰۰ تا ۱۵۰۰ ppmv در مقایسه با مقدار ۴۰۰ ppmv امروزی).                                                                         |
| پیدازیستی              | میانه‌زیستی | ژوراسیک | ژوراسیک میانه | باتونین | 168.3 ± 1.3 *       | بازدانگان (به‌ویژه مخروطیان، Bennettitales و سرخس نخلی) و سرخس باریک‌هاگدان گسترش زیادی داشتند. چندین گونهدایناسور مانند خزنده‌پایان، گوشت‌خزندگان و پوشیده‌خزنده‌سانان وجود داشتند. پستانداران وجود داشتند ولی در مقیاس کوچک. نخستین پرندگان و پولک‌داران ظاهر شدند. تنوع ماهی‌خزنده‌سانان و نزدیک‌سوسمارسانان. تکثیردوکفه‌ای‌ها، شاخ‌قوچی‌ها و بلمنیت‌ها. گسترش زیادتوتیای دریایی، زنبق دریایی، ستاره دریایی، اسفنج دریایی، Terebratulida ,Rhynchonellida و بازوپایان. شکسته‌شدن ابرقاره پانگه‌آ به گوندوانا و لوراسیا. کوه‌زایی نوادایی در آمریکای شمالی. پایان تدریجی کوه‌زایی رانگیتاتا و کوه‌زایی سیمرین. سطح CO2 در جو زمین ۳ تا ۴ برابر مقادیر امروزی (۱۲۰۰ تا ۱۵۰۰ ppmv در مقایسه با مقدار ۴۰۰ ppmv امروزی).                                                                         |
| پیدازیستی              | میانه‌زیستی | ژوراسیک | ژوراسیک میانه | باجوسین | 170.3 ± 1.4 *       | بازدانگان (به‌ویژه مخروطیان، Bennettitales و سرخس نخلی) و سرخس باریک‌هاگدان گسترش زیادی داشتند. چندین گونهدایناسور مانند خزنده‌پایان، گوشت‌خزندگان و پوشیده‌خزنده‌سانان وجود داشتند. پستانداران وجود داشتند ولی در مقیاس کوچک. نخستین پرندگان و پولک‌داران ظاهر شدند. تنوع ماهی‌خزنده‌سانان و نزدیک‌سوسمارسانان. تکثیردوکفه‌ای‌ها، شاخ‌قوچی‌ها و بلمنیت‌ها. گسترش زیادتوتیای دریایی، زنبق دریایی، ستاره دریایی، اسفنج دریایی، Terebratulida ,Rhynchonellida و بازوپایان. شکسته‌شدن ابرقاره پانگه‌آ به گوندوانا و لوراسیا. کوه‌زایی نوادایی در آمریکای شمالی. پایان تدریجی کوه‌زایی رانگیتاتا و کوه‌زایی سیمرین. سطح CO2 در جو زمین ۳ تا ۴ برابر مقادیر امروزی (۱۲۰۰ تا ۱۵۰۰ ppmv در مقایسه با مقدار ۴۰۰ ppmv امروزی).                                                                         |
| پیدازیستی              | میانه‌زیستی | ژوراسیک | ژوراسیک میانه | آلنین | 174.1 ± 1.0 *       | بازدانگان (به‌ویژه مخروطیان، Bennettitales و سرخس نخلی) و سرخس باریک‌هاگدان گسترش زیادی داشتند. چندین گونهدایناسور مانند خزنده‌پایان، گوشت‌خزندگان و پوشیده‌خزنده‌سانان وجود داشتند. پستانداران وجود داشتند ولی در مقیاس کوچک. نخستین پرندگان و پولک‌داران ظاهر شدند. تنوع ماهی‌خزنده‌سانان و نزدیک‌سوسمارسانان. تکثیردوکفه‌ای‌ها، شاخ‌قوچی‌ها و بلمنیت‌ها. گسترش زیادتوتیای دریایی، زنبق دریایی، ستاره دریایی، اسفنج دریایی، Terebratulida ,Rhynchonellida و بازوپایان. شکسته‌شدن ابرقاره پانگه‌آ به گوندوانا و لوراسیا. کوه‌زایی نوادایی در آمریکای شمالی. پایان تدریجی کوه‌زایی رانگیتاتا و کوه‌زایی سیمرین. سطح CO2 در جو زمین ۳ تا ۴ برابر مقادیر امروزی (۱۲۰۰ تا ۱۵۰۰ ppmv در مقایسه با مقدار ۴۰۰ ppmv امروزی).                                                                         |
| پیدازیستی              | میانه‌زیستی | ژوراسیک | ژوراسیک پیشین | توآرسین | 182.7 ± 0.7 *       | بازدانگان (به‌ویژه مخروطیان، Bennettitales و سرخس نخلی) و سرخس باریک‌هاگدان گسترش زیادی داشتند. چندین گونهدایناسور مانند خزنده‌پایان، گوشت‌خزندگان و پوشیده‌خزنده‌سانان وجود داشتند. پستانداران وجود داشتند ولی در مقیاس کوچک. نخستین پرندگان و پولک‌داران ظاهر شدند. تنوع ماهی‌خزنده‌سانان و نزدیک‌سوسمارسانان. تکثیردوکفه‌ای‌ها، شاخ‌قوچی‌ها و بلمنیت‌ها. گسترش زیادتوتیای دریایی، زنبق دریایی، ستاره دریایی، اسفنج دریایی، Terebratulida ,Rhynchonellida و بازوپایان. شکسته‌شدن ابرقاره پانگه‌آ به گوندوانا و لوراسیا. کوه‌زایی نوادایی در آمریکای شمالی. پایان تدریجی کوه‌زایی رانگیتاتا و کوه‌زایی سیمرین. سطح CO2 در جو زمین ۳ تا ۴ برابر مقادیر امروزی (۱۲۰۰ تا ۱۵۰۰ ppmv در مقایسه با مقدار ۴۰۰ ppmv امروزی).                                                                         |
| پیدازیستی              | میانه‌زیستی | ژوراسیک | ژوراسیک پیشین | پلینسباخین | 190.8 *             | بازدانگان (به‌ویژه مخروطیان، Bennettitales و سرخس نخلی) و سرخس باریک‌هاگدان گسترش زیادی داشتند. چندین گونهدایناسور مانند خزنده‌پایان، گوشت‌خزندگان و پوشیده‌خزنده‌سانان وجود داشتند. پستانداران وجود داشتند ولی در مقیاس کوچک. نخستین پرندگان و پولک‌داران ظاهر شدند. تنوع ماهی‌خزنده‌سانان و نزدیک‌سوسمارسانان. تکثیردوکفه‌ای‌ها، شاخ‌قوچی‌ها و بلمنیت‌ها. گسترش زیادتوتیای دریایی، زنبق دریایی، ستاره دریایی، اسفنج دریایی، Terebratulida ,Rhynchonellida و بازوپایان. شکسته‌شدن ابرقاره پانگه‌آ به گوندوانا و لوراسیا. کوه‌زایی نوادایی در آمریکای شمالی. پایان تدریجی کوه‌زایی رانگیتاتا و کوه‌زایی سیمرین. سطح CO2 در جو زمین ۳ تا ۴ برابر مقادیر امروزی (۱۲۰۰ تا ۱۵۰۰ ppmv در مقایسه با مقدار ۴۰۰ ppmv امروزی).                                                                         |
| پیدازیستی              | میانه‌زیستی | ژوراسیک | ژوراسیک پیشین | سینمورین | 199.3 ± 0.3 *       | بازدانگان (به‌ویژه مخروطیان، Bennettitales و سرخس نخلی) و سرخس باریک‌هاگدان گسترش زیادی داشتند. چندین گونهدایناسور مانند خزنده‌پایان، گوشت‌خزندگان و پوشیده‌خزنده‌سانان وجود داشتند. پستانداران وجود داشتند ولی در مقیاس کوچک. نخستین پرندگان و پولک‌داران ظاهر شدند. تنوع ماهی‌خزنده‌سانان و نزدیک‌سوسمارسانان. تکثیردوکفه‌ای‌ها، شاخ‌قوچی‌ها و بلمنیت‌ها. گسترش زیادتوتیای دریایی، زنبق دریایی، ستاره دریایی، اسفنج دریایی، Terebratulida ,Rhynchonellida و بازوپایان. شکسته‌شدن ابرقاره پانگه‌آ به گوندوانا و لوراسیا. کوه‌زایی نوادایی در آمریکای شمالی. پایان تدریجی کوه‌زایی رانگیتاتا و کوه‌زایی سیمرین. سطح CO2 در جو زمین ۳ تا ۴ برابر مقادیر امروزی (۱۲۰۰ تا ۱۵۰۰ ppmv در مقایسه با مقدار ۴۰۰ ppmv امروزی).                                                                         |
| پیدازیستی              | میانه‌زیستی | ژوراسیک | ژوراسیک پیشین | هتانجین | 201.3 ± 0.2 *       | بازدانگان (به‌ویژه مخروطیان، Bennettitales و سرخس نخلی) و سرخس باریک‌هاگدان گسترش زیادی داشتند. چندین گونهدایناسور مانند خزنده‌پایان، گوشت‌خزندگان و پوشیده‌خزنده‌سانان وجود داشتند. پستانداران وجود داشتند ولی در مقیاس کوچک. نخستین پرندگان و پولک‌داران ظاهر شدند. تنوع ماهی‌خزنده‌سانان و نزدیک‌سوسمارسانان. تکثیردوکفه‌ای‌ها، شاخ‌قوچی‌ها و بلمنیت‌ها. گسترش زیادتوتیای دریایی، زنبق دریایی، ستاره دریایی، اسفنج دریایی، Terebratulida ,Rhynchonellida و بازوپایان. شکسته‌شدن ابرقاره پانگه‌آ به گوندوانا و لوراسیا. کوه‌زایی نوادایی در آمریکای شمالی. پایان تدریجی کوه‌زایی رانگیتاتا و کوه‌زایی سیمرین. سطح CO2 در جو زمین ۳ تا ۴ برابر مقادیر امروزی (۱۲۰۰ تا ۱۵۰۰ ppmv در مقایسه با مقدار ۴۰۰ ppmv امروزی).                                                                         |
| پیدازیستی              | میانه‌زیستی | تریاس | تریاس پسین | راتین | ~208.5              | تسلط شاه‌خزندگان مانند دایناسور‌ها در زمین و پتروسور‌ها در آسمان و ماهی‌خزنده‌سانان و کاذب‌خزنده‌سانان بر بخش عمده موجودات دریایی. سگ‌دندان‌ها کوچک‌تر شده و به پستانداران شبیه‌تر شدند. ظهور نخستین پستانداران و تمساح‌سانان. وجود گونه‌های Dicroidium بر روی زمین. چندین گونه بریده‌مهرگان دریایی دوزیست. گسترش زیاد شاخ‌قوچی‌ها. پیدایش مرجان‌های سنگی جدید و پیوسته‌استخوانان و حشره‌ها. کوه‌زایی آند در آمریکای جنوبی و کوه‌زایی سیمرین در آسیا. آغاز کوه‌زایی رانگیتاتا در نیوزیلند. پایان کوه‌زایی هانتر-بوون در استرالیای شمالی، کوئینزلند و نیو ساوت ولز (۲۶۰ تا ۲۲۵ میلیون سال پیش). |
| پیدازیستی              | میانه‌زیستی | تریاس | تریاس پسین | نورین | ~227                | تسلط شاه‌خزندگان مانند دایناسور‌ها در زمین و پتروسور‌ها در آسمان و ماهی‌خزنده‌سانان و کاذب‌خزنده‌سانان بر بخش عمده موجودات دریایی. سگ‌دندان‌ها کوچک‌تر شده و به پستانداران شبیه‌تر شدند. ظهور نخستین پستانداران و تمساح‌سانان. وجود گونه‌های Dicroidium بر روی زمین. چندین گونه بریده‌مهرگان دریایی دوزیست. گسترش زیاد شاخ‌قوچی‌ها. پیدایش مرجان‌های سنگی جدید و پیوسته‌استخوانان و حشره‌ها. کوه‌زایی آند در آمریکای جنوبی و کوه‌زایی سیمرین در آسیا. آغاز کوه‌زایی رانگیتاتا در نیوزیلند. پایان کوه‌زایی هانتر-بوون در استرالیای شمالی، کوئینزلند و نیو ساوت ولز (۲۶۰ تا ۲۲۵ میلیون سال پیش). |
| پیدازیستی              | میانه‌زیستی | تریاس | تریاس پسین | کارنین | ~237 *              | تسلط شاه‌خزندگان مانند دایناسور‌ها در زمین و پتروسور‌ها در آسمان و ماهی‌خزنده‌سانان و کاذب‌خزنده‌سانان بر بخش عمده موجودات دریایی. سگ‌دندان‌ها کوچک‌تر شده و به پستانداران شبیه‌تر شدند. ظهور نخستین پستانداران و تمساح‌سانان. وجود گونه‌های Dicroidium بر روی زمین. چندین گونه بریده‌مهرگان دریایی دوزیست. گسترش زیاد شاخ‌قوچی‌ها. پیدایش مرجان‌های سنگی جدید و پیوسته‌استخوانان و حشره‌ها. کوه‌زایی آند در آمریکای جنوبی و کوه‌زایی سیمرین در آسیا. آغاز کوه‌زایی رانگیتاتا در نیوزیلند. پایان کوه‌زایی هانتر-بوون در استرالیای شمالی، کوئینزلند و نیو ساوت ولز (۲۶۰ تا ۲۲۵ میلیون سال پیش). |
| پیدازیستی              | میانه‌زیستی | تریاس | تریاس میانه | لادینین | ~242 *              | تسلط شاه‌خزندگان مانند دایناسور‌ها در زمین و پتروسور‌ها در آسمان و ماهی‌خزنده‌سانان و کاذب‌خزنده‌سانان بر بخش عمده موجودات دریایی. سگ‌دندان‌ها کوچک‌تر شده و به پستانداران شبیه‌تر شدند. ظهور نخستین پستانداران و تمساح‌سانان. وجود گونه‌های Dicroidium بر روی زمین. چندین گونه بریده‌مهرگان دریایی دوزیست. گسترش زیاد شاخ‌قوچی‌ها. پیدایش مرجان‌های سنگی جدید و پیوسته‌استخوانان و حشره‌ها. کوه‌زایی آند در آمریکای جنوبی و کوه‌زایی سیمرین در آسیا. آغاز کوه‌زایی رانگیتاتا در نیوزیلند. پایان کوه‌زایی هانتر-بوون در استرالیای شمالی، کوئینزلند و نیو ساوت ولز (۲۶۰ تا ۲۲۵ میلیون سال پیش). |
| پیدازیستی              | میانه‌زیستی | تریاس | تریاس میانه | آنیسین | 247.2               | تسلط شاه‌خزندگان مانند دایناسور‌ها در زمین و پتروسور‌ها در آسمان و ماهی‌خزنده‌سانان و کاذب‌خزنده‌سانان بر بخش عمده موجودات دریایی. سگ‌دندان‌ها کوچک‌تر شده و به پستانداران شبیه‌تر شدند. ظهور نخستین پستانداران و تمساح‌سانان. وجود گونه‌های Dicroidium بر روی زمین. چندین گونه بریده‌مهرگان دریایی دوزیست. گسترش زیاد شاخ‌قوچی‌ها. پیدایش مرجان‌های سنگی جدید و پیوسته‌استخوانان و حشره‌ها. کوه‌زایی آند در آمریکای جنوبی و کوه‌زایی سیمرین در آسیا. آغاز کوه‌زایی رانگیتاتا در نیوزیلند. پایان کوه‌زایی هانتر-بوون در استرالیای شمالی، کوئینزلند و نیو ساوت ولز (۲۶۰ تا ۲۲۵ میلیون سال پیش). |
| پیدازیستی              | میانه‌زیستی | تریاس | تریاس پیشین | اولنکین | 251.2               | تسلط شاه‌خزندگان مانند دایناسور‌ها در زمین و پتروسور‌ها در آسمان و ماهی‌خزنده‌سانان و کاذب‌خزنده‌سانان بر بخش عمده موجودات دریایی. سگ‌دندان‌ها کوچک‌تر شده و به پستانداران شبیه‌تر شدند. ظهور نخستین پستانداران و تمساح‌سانان. وجود گونه‌های Dicroidium بر روی زمین. چندین گونه بریده‌مهرگان دریایی دوزیست. گسترش زیاد شاخ‌قوچی‌ها. پیدایش مرجان‌های سنگی جدید و پیوسته‌استخوانان و حشره‌ها. کوه‌زایی آند در آمریکای جنوبی و کوه‌زایی سیمرین در آسیا. آغاز کوه‌زایی رانگیتاتا در نیوزیلند. پایان کوه‌زایی هانتر-بوون در استرالیای شمالی، کوئینزلند و نیو ساوت ولز (۲۶۰ تا ۲۲۵ میلیون سال پیش). |
| پیدازیستی              | میانه‌زیستی | تریاس | تریاس پیشین | ایندون | 251.902 ± 0.024 *   | تسلط شاه‌خزندگان مانند دایناسور‌ها در زمین و پتروسور‌ها در آسمان و ماهی‌خزنده‌سانان و کاذب‌خزنده‌سانان بر بخش عمده موجودات دریایی. سگ‌دندان‌ها کوچک‌تر شده و به پستانداران شبیه‌تر شدند. ظهور نخستین پستانداران و تمساح‌سانان. وجود گونه‌های Dicroidium بر روی زمین. چندین گونه بریده‌مهرگان دریایی دوزیست. گسترش زیاد شاخ‌قوچی‌ها. پیدایش مرجان‌های سنگی جدید و پیوسته‌استخوانان و حشره‌ها. کوه‌زایی آند در آمریکای جنوبی و کوه‌زایی سیمرین در آسیا. آغاز کوه‌زایی رانگیتاتا در نیوزیلند. پایان کوه‌زایی هانتر-بوون در استرالیای شمالی، کوئینزلند و نیو ساوت ولز (۲۶۰ تا ۲۲۵ میلیون سال پیش). |
| پیدازیستی              | دیرینه‌زیستی | پرمین | لوپینگین | چانگسینگین | 254.14 ± 0.07 *     | تشکیل ابرقاره پانگه‌آ با پیوستن خشکسارها به یکدیگر، تشکیل رشته‌کوه آپالاش. پایان یخبندان پرمو-کربنیفر. گسترش هم‌کمانان شامل پلیکوسور و ددکمانان و ادامه رواج پیراخزندگان و بریده‌مهرگان دوزیست. در میانه پرمین، گیاهان به سن زغال‌سنگ توسط بازدانگان میوه کاج‌مانند (نخستین پیدازادان واقعی) و نخستین خزه‌ها جایگزین شدند. فرگشت قاب‌بالان و مگس. شکوفایی حیات دریایی در مرجان‌های آب‌های کم‌ژرفا. فراوانی روزن‌داران و راست‌شاخچه‌سانان. وقوع رویداد انقراض پرمین-تریاس در ۲۵۱ میلیون سال پیش که بر اثر آن ۹۵ درصد حیات در کره زمین شامل تریلوبیت‌ها، سنگ‌نگاشته‌ها و غنچه‌های دریایی منقرض شدند. پایان تدریجی کوه‌زایی اورالی در اروپا و آسیا. کوه‌زایی آلتایی در آسیا. کوه‌زایی هانتر-بوون در قاره استرالیا (۲۶۰ تا ۲۲۵ میلیون سال پیش) و تشکیل کوه‌های مک‌دانل.                              |
| پیدازیستی              | دیرینه‌زیستی | پرمین | لوپینگین | ووچیاپینگین | 259.51 ± 0.21 *     | تشکیل ابرقاره پانگه‌آ با پیوستن خشکسارها به یکدیگر، تشکیل رشته‌کوه آپالاش. پایان یخبندان پرمو-کربنیفر. گسترش هم‌کمانان شامل پلیکوسور و ددکمانان و ادامه رواج پیراخزندگان و بریده‌مهرگان دوزیست. در میانه پرمین، گیاهان به سن زغال‌سنگ توسط بازدانگان میوه کاج‌مانند (نخستین پیدازادان واقعی) و نخستین خزه‌ها جایگزین شدند. فرگشت قاب‌بالان و مگس. شکوفایی حیات دریایی در مرجان‌های آب‌های کم‌ژرفا. فراوانی روزن‌داران و راست‌شاخچه‌سانان. وقوع رویداد انقراض پرمین-تریاس در ۲۵۱ میلیون سال پیش که بر اثر آن ۹۵ درصد حیات در کره زمین شامل تریلوبیت‌ها، سنگ‌نگاشته‌ها و غنچه‌های دریایی منقرض شدند. پایان تدریجی کوه‌زایی اورالی در اروپا و آسیا. کوه‌زایی آلتایی در آسیا. کوه‌زایی هانتر-بوون در قاره استرالیا (۲۶۰ تا ۲۲۵ میلیون سال پیش) و تشکیل کوه‌های مک‌دانل.                              |
| پیدازیستی              | دیرینه‌زیستی | پرمین | گوادالوپین | کاپیتانین | 264.28 ± 0.16 *     | تشکیل ابرقاره پانگه‌آ با پیوستن خشکسارها به یکدیگر، تشکیل رشته‌کوه آپالاش. پایان یخبندان پرمو-کربنیفر. گسترش هم‌کمانان شامل پلیکوسور و ددکمانان و ادامه رواج پیراخزندگان و بریده‌مهرگان دوزیست. در میانه پرمین، گیاهان به سن زغال‌سنگ توسط بازدانگان میوه کاج‌مانند (نخستین پیدازادان واقعی) و نخستین خزه‌ها جایگزین شدند. فرگشت قاب‌بالان و مگس. شکوفایی حیات دریایی در مرجان‌های آب‌های کم‌ژرفا. فراوانی روزن‌داران و راست‌شاخچه‌سانان. وقوع رویداد انقراض پرمین-تریاس در ۲۵۱ میلیون سال پیش که بر اثر آن ۹۵ درصد حیات در کره زمین شامل تریلوبیت‌ها، سنگ‌نگاشته‌ها و غنچه‌های دریایی منقرض شدند. پایان تدریجی کوه‌زایی اورالی در اروپا و آسیا. کوه‌زایی آلتایی در آسیا. کوه‌زایی هانتر-بوون در قاره استرالیا (۲۶۰ تا ۲۲۵ میلیون سال پیش) و تشکیل کوه‌های مک‌دانل.                              |
| پیدازیستی              | دیرینه‌زیستی | پرمین | گوادالوپین | ووردین | 266.9 ± 0.4 *       | تشکیل ابرقاره پانگه‌آ با پیوستن خشکسارها به یکدیگر، تشکیل رشته‌کوه آپالاش. پایان یخبندان پرمو-کربنیفر. گسترش هم‌کمانان شامل پلیکوسور و ددکمانان و ادامه رواج پیراخزندگان و بریده‌مهرگان دوزیست. در میانه پرمین، گیاهان به سن زغال‌سنگ توسط بازدانگان میوه کاج‌مانند (نخستین پیدازادان واقعی) و نخستین خزه‌ها جایگزین شدند. فرگشت قاب‌بالان و مگس. شکوفایی حیات دریایی در مرجان‌های آب‌های کم‌ژرفا. فراوانی روزن‌داران و راست‌شاخچه‌سانان. وقوع رویداد انقراض پرمین-تریاس در ۲۵۱ میلیون سال پیش که بر اثر آن ۹۵ درصد حیات در کره زمین شامل تریلوبیت‌ها، سنگ‌نگاشته‌ها و غنچه‌های دریایی منقرض شدند. پایان تدریجی کوه‌زایی اورالی در اروپا و آسیا. کوه‌زایی آلتایی در آسیا. کوه‌زایی هانتر-بوون در قاره استرالیا (۲۶۰ تا ۲۲۵ میلیون سال پیش) و تشکیل کوه‌های مک‌دانل.                              |
| پیدازیستی              | دیرینه‌زیستی | پرمین | گوادالوپین | رودین | 273.01 ± 0.14 *     | تشکیل ابرقاره پانگه‌آ با پیوستن خشکسارها به یکدیگر، تشکیل رشته‌کوه آپالاش. پایان یخبندان پرمو-کربنیفر. گسترش هم‌کمانان شامل پلیکوسور و ددکمانان و ادامه رواج پیراخزندگان و بریده‌مهرگان دوزیست. در میانه پرمین، گیاهان به سن زغال‌سنگ توسط بازدانگان میوه کاج‌مانند (نخستین پیدازادان واقعی) و نخستین خزه‌ها جایگزین شدند. فرگشت قاب‌بالان و مگس. شکوفایی حیات دریایی در مرجان‌های آب‌های کم‌ژرفا. فراوانی روزن‌داران و راست‌شاخچه‌سانان. وقوع رویداد انقراض پرمین-تریاس در ۲۵۱ میلیون سال پیش که بر اثر آن ۹۵ درصد حیات در کره زمین شامل تریلوبیت‌ها، سنگ‌نگاشته‌ها و غنچه‌های دریایی منقرض شدند. پایان تدریجی کوه‌زایی اورالی در اروپا و آسیا. کوه‌زایی آلتایی در آسیا. کوه‌زایی هانتر-بوون در قاره استرالیا (۲۶۰ تا ۲۲۵ میلیون سال پیش) و تشکیل کوه‌های مک‌دانل.                              |
| پیدازیستی              | دیرینه‌زیستی | پرمین | سیسورالین | کونگورین | 283.5 ± 0.6         | تشکیل ابرقاره پانگه‌آ با پیوستن خشکسارها به یکدیگر، تشکیل رشته‌کوه آپالاش. پایان یخبندان پرمو-کربنیفر. گسترش هم‌کمانان شامل پلیکوسور و ددکمانان و ادامه رواج پیراخزندگان و بریده‌مهرگان دوزیست. در میانه پرمین، گیاهان به سن زغال‌سنگ توسط بازدانگان میوه کاج‌مانند (نخستین پیدازادان واقعی) و نخستین خزه‌ها جایگزین شدند. فرگشت قاب‌بالان و مگس. شکوفایی حیات دریایی در مرجان‌های آب‌های کم‌ژرفا. فراوانی روزن‌داران و راست‌شاخچه‌سانان. وقوع رویداد انقراض پرمین-تریاس در ۲۵۱ میلیون سال پیش که بر اثر آن ۹۵ درصد حیات در کره زمین شامل تریلوبیت‌ها، سنگ‌نگاشته‌ها و غنچه‌های دریایی منقرض شدند. پایان تدریجی کوه‌زایی اورالی در اروپا و آسیا. کوه‌زایی آلتایی در آسیا. کوه‌زایی هانتر-بوون در قاره استرالیا (۲۶۰ تا ۲۲۵ میلیون سال پیش) و تشکیل کوه‌های مک‌دانل.                              |
| پیدازیستی              | دیرینه‌زیستی | پرمین | سیسورالین | آرتینسکین | 290.1 ± 0.26 *      | تشکیل ابرقاره پانگه‌آ با پیوستن خشکسارها به یکدیگر، تشکیل رشته‌کوه آپالاش. پایان یخبندان پرمو-کربنیفر. گسترش هم‌کمانان شامل پلیکوسور و ددکمانان و ادامه رواج پیراخزندگان و بریده‌مهرگان دوزیست. در میانه پرمین، گیاهان به سن زغال‌سنگ توسط بازدانگان میوه کاج‌مانند (نخستین پیدازادان واقعی) و نخستین خزه‌ها جایگزین شدند. فرگشت قاب‌بالان و مگس. شکوفایی حیات دریایی در مرجان‌های آب‌های کم‌ژرفا. فراوانی روزن‌داران و راست‌شاخچه‌سانان. وقوع رویداد انقراض پرمین-تریاس در ۲۵۱ میلیون سال پیش که بر اثر آن ۹۵ درصد حیات در کره زمین شامل تریلوبیت‌ها، سنگ‌نگاشته‌ها و غنچه‌های دریایی منقرض شدند. پایان تدریجی کوه‌زایی اورالی در اروپا و آسیا. کوه‌زایی آلتایی در آسیا. کوه‌زایی هانتر-بوون در قاره استرالیا (۲۶۰ تا ۲۲۵ میلیون سال پیش) و تشکیل کوه‌های مک‌دانل.                              |
| پیدازیستی              | دیرینه‌زیستی | پرمین | سیسورالین | ساکمارین | 293.52 ± 0.17 *     | تشکیل ابرقاره پانگه‌آ با پیوستن خشکسارها به یکدیگر، تشکیل رشته‌کوه آپالاش. پایان یخبندان پرمو-کربنیفر. گسترش هم‌کمانان شامل پلیکوسور و ددکمانان و ادامه رواج پیراخزندگان و بریده‌مهرگان دوزیست. در میانه پرمین، گیاهان به سن زغال‌سنگ توسط بازدانگان میوه کاج‌مانند (نخستین پیدازادان واقعی) و نخستین خزه‌ها جایگزین شدند. فرگشت قاب‌بالان و مگس. شکوفایی حیات دریایی در مرجان‌های آب‌های کم‌ژرفا. فراوانی روزن‌داران و راست‌شاخچه‌سانان. وقوع رویداد انقراض پرمین-تریاس در ۲۵۱ میلیون سال پیش که بر اثر آن ۹۵ درصد حیات در کره زمین شامل تریلوبیت‌ها، سنگ‌نگاشته‌ها و غنچه‌های دریایی منقرض شدند. پایان تدریجی کوه‌زایی اورالی در اروپا و آسیا. کوه‌زایی آلتایی در آسیا. کوه‌زایی هانتر-بوون در قاره استرالیا (۲۶۰ تا ۲۲۵ میلیون سال پیش) و تشکیل کوه‌های مک‌دانل.                              |
| پیدازیستی              | دیرینه‌زیستی | پرمین | سیسورالین | آسلین | 298.9 ± 0.15 *      | تشکیل ابرقاره پانگه‌آ با پیوستن خشکسارها به یکدیگر، تشکیل رشته‌کوه آپالاش. پایان یخبندان پرمو-کربنیفر. گسترش هم‌کمانان شامل پلیکوسور و ددکمانان و ادامه رواج پیراخزندگان و بریده‌مهرگان دوزیست. در میانه پرمین، گیاهان به سن زغال‌سنگ توسط بازدانگان میوه کاج‌مانند (نخستین پیدازادان واقعی) و نخستین خزه‌ها جایگزین شدند. فرگشت قاب‌بالان و مگس. شکوفایی حیات دریایی در مرجان‌های آب‌های کم‌ژرفا. فراوانی روزن‌داران و راست‌شاخچه‌سانان. وقوع رویداد انقراض پرمین-تریاس در ۲۵۱ میلیون سال پیش که بر اثر آن ۹۵ درصد حیات در کره زمین شامل تریلوبیت‌ها، سنگ‌نگاشته‌ها و غنچه‌های دریایی منقرض شدند. پایان تدریجی کوه‌زایی اورالی در اروپا و آسیا. کوه‌زایی آلتایی در آسیا. کوه‌زایی هانتر-بوون در قاره استرالیا (۲۶۰ تا ۲۲۵ میلیون سال پیش) و تشکیل کوه‌های مک‌دانل.                              |
| پیدازیستی              | دیرینه‌زیستی | کربنیفر | پنسیلوانین | گژلین | 303.7               | پراکنش ناگهانی بال‌داران، وجود حجم بزرگ برخی گونه‌ها به‌ویژه شیردال‌مگس‌سانان و شش‌بالان). گسترش و تنوع دوزیستان. نخستین خزندگان و جنگل‌های زغال‌سنگ (پولک‌درختان، گیاهان مهره‌دار، کالامیتس‌ها، کوردایتس‌ها و غیره). بالاترین مقدار اکسیژن در جو زمین تا کنون. فراوانی گونه‌هایی مانند شاخ‌قوچی گوشه‌دار و مرجان‌ها در دریاها و اقیانوس‌ها. کوه‌زایی اورالی در اروپا و آسیا. وقوع کوه‌زایی واریسکی در میانه و پایان دوره میسیسیپین. |
| پیدازیستی              | دیرینه‌زیستی | کربنیفر | پنسیلوانین | کازیمووین | 307 ± 0.1           | پراکنش ناگهانی بال‌داران، وجود حجم بزرگ برخی گونه‌ها به‌ویژه شیردال‌مگس‌سانان و شش‌بالان). گسترش و تنوع دوزیستان. نخستین خزندگان و جنگل‌های زغال‌سنگ (پولک‌درختان، گیاهان مهره‌دار، کالامیتس‌ها، کوردایتس‌ها و غیره). بالاترین مقدار اکسیژن در جو زمین تا کنون. فراوانی گونه‌هایی مانند شاخ‌قوچی گوشه‌دار و مرجان‌ها در دریاها و اقیانوس‌ها. کوه‌زایی اورالی در اروپا و آسیا. وقوع کوه‌زایی واریسکی در میانه و پایان دوره میسیسیپین. |
| پیدازیستی              | دیرینه‌زیستی | کربنیفر | پنسیلوانین | مسکوین | 315.2 ± 0.2         | پراکنش ناگهانی بال‌داران، وجود حجم بزرگ برخی گونه‌ها به‌ویژه شیردال‌مگس‌سانان و شش‌بالان). گسترش و تنوع دوزیستان. نخستین خزندگان و جنگل‌های زغال‌سنگ (پولک‌درختان، گیاهان مهره‌دار، کالامیتس‌ها، کوردایتس‌ها و غیره). بالاترین مقدار اکسیژن در جو زمین تا کنون. فراوانی گونه‌هایی مانند شاخ‌قوچی گوشه‌دار و مرجان‌ها در دریاها و اقیانوس‌ها. کوه‌زایی اورالی در اروپا و آسیا. وقوع کوه‌زایی واریسکی در میانه و پایان دوره میسیسیپین. |
| پیدازیستی              | دیرینه‌زیستی | کربنیفر | پنسیلوانین | باشکیرین | 323.2 *             | پراکنش ناگهانی بال‌داران، وجود حجم بزرگ برخی گونه‌ها به‌ویژه شیردال‌مگس‌سانان و شش‌بالان). گسترش و تنوع دوزیستان. نخستین خزندگان و جنگل‌های زغال‌سنگ (پولک‌درختان، گیاهان مهره‌دار، کالامیتس‌ها، کوردایتس‌ها و غیره). بالاترین مقدار اکسیژن در جو زمین تا کنون. فراوانی گونه‌هایی مانند شاخ‌قوچی گوشه‌دار و مرجان‌ها در دریاها و اقیانوس‌ها. کوه‌زایی اورالی در اروپا و آسیا. وقوع کوه‌زایی واریسکی در میانه و پایان دوره میسیسیپین. |
| پیدازیستی              | دیرینه‌زیستی | کربنیفر | میسیسیپین | سرپوخوین | 330.9 ± 0.2         | وجود پنجه‌گرگ‌تباران بزرگ، نخستین چهاراندامان در خشکی و پهن‌بال‌سانان دوزیست در میان آب‌های لب‌شور تشکیل‌دهنده معادن زغال‌سنگ زندگی می‌کردند. ریشه‌دندان‌ساناننوع غالب درندگان آب‌های شیرین بودند. در اقیانوس‌ها، غضروف‌ماهیان اولیه گسترش و تنوع داشتند. فراوانی خارپوستان (به‌ویژه زنبق‌های دریایی و غنچه‌های دریایی). گسترش زیاد مرجان‌ها، خزه‌زیان، شاخ‌قوچی گوشه‌دار و کاهش تریلوبیت‌ها و ملوانک‌واران. دوره یخچالی در شرق گوندوانا. پایان تدریجی کوه‌زایی توهوا در نیوزیلند. |
| پیدازیستی              | دیرینه‌زیستی | کربنیفر | میسیسیپین | ویزین | 346.7 ± 0.4 *       | وجود پنجه‌گرگ‌تباران بزرگ، نخستین چهاراندامان در خشکی و پهن‌بال‌سانان دوزیست در میان آب‌های لب‌شور تشکیل‌دهنده معادن زغال‌سنگ زندگی می‌کردند. ریشه‌دندان‌ساناننوع غالب درندگان آب‌های شیرین بودند. در اقیانوس‌ها، غضروف‌ماهیان اولیه گسترش و تنوع داشتند. فراوانی خارپوستان (به‌ویژه زنبق‌های دریایی و غنچه‌های دریایی). گسترش زیاد مرجان‌ها، خزه‌زیان، شاخ‌قوچی گوشه‌دار و کاهش تریلوبیت‌ها و ملوانک‌واران. دوره یخچالی در شرق گوندوانا. پایان تدریجی کوه‌زایی توهوا در نیوزیلند. |
| پیدازیستی              | دیرینه‌زیستی | کربنیفر | میسیسیپین | تورنزین | 358.9 ± 0.4 *       | وجود پنجه‌گرگ‌تباران بزرگ، نخستین چهاراندامان در خشکی و پهن‌بال‌سانان دوزیست در میان آب‌های لب‌شور تشکیل‌دهنده معادن زغال‌سنگ زندگی می‌کردند. ریشه‌دندان‌ساناننوع غالب درندگان آب‌های شیرین بودند. در اقیانوس‌ها، غضروف‌ماهیان اولیه گسترش و تنوع داشتند. فراوانی خارپوستان (به‌ویژه زنبق‌های دریایی و غنچه‌های دریایی). گسترش زیاد مرجان‌ها، خزه‌زیان، شاخ‌قوچی گوشه‌دار و کاهش تریلوبیت‌ها و ملوانک‌واران. دوره یخچالی در شرق گوندوانا. پایان تدریجی کوه‌زایی توهوا در نیوزیلند. |
| پیدازیستی              | دیرینه‌زیستی | دوونین | پسین | فامنین | 372.2 ± 1.6 *       | پیدایش نخستین لیکوپودیوپسیدا‌ها، رده دم‌اسبی‌ها و سرخس‌ها و نخستین حشره‌های بدون‌بال بازوپایان، مرجان‌های شیپوری و تخته‌ای و فراوانی زنبق‌های دریایی در اقیانوس‌ها. فراوانی شاخ‌قوچی گوشه‌دار و شاخ‌قوچی‌ها و پدیدآمدن نیام‌داران مانند ماهی‌های مرکب. کاهش تریلوبیت‌ها و فراوانی تخته‌پوستان، گوشتی‌بالگان و ماهیان استخوانی و فرمانروایی نخستین غضروف‌ماهیان در دریاها. نخستین چهاراندامان همچنان آبزی بودند. وجود قاره قدیمی سرخ لوراسیا. آغاز کوه‌زایی آکادین و تشکیل کوه‌های اطلس در شمال آفریقا و رشته‌کوه آپالاش در آمریکای شمالی و نیز کوه‌زایی‌های آنتلر، واریسکی و کوه‌زایی توهونا در نیوزیلند. |
| پیدازیستی              | دیرینه‌زیستی | دوونین | پسین | فراسنین | 382.7 ± 1.6 *       | پیدایش نخستین لیکوپودیوپسیدا‌ها، رده دم‌اسبی‌ها و سرخس‌ها و نخستین حشره‌های بدون‌بال بازوپایان، مرجان‌های شیپوری و تخته‌ای و فراوانی زنبق‌های دریایی در اقیانوس‌ها. فراوانی شاخ‌قوچی گوشه‌دار و شاخ‌قوچی‌ها و پدیدآمدن نیام‌داران مانند ماهی‌های مرکب. کاهش تریلوبیت‌ها و فراوانی تخته‌پوستان، گوشتی‌بالگان و ماهیان استخوانی و فرمانروایی نخستین غضروف‌ماهیان در دریاها. نخستین چهاراندامان همچنان آبزی بودند. وجود قاره قدیمی سرخ لوراسیا. آغاز کوه‌زایی آکادین و تشکیل کوه‌های اطلس در شمال آفریقا و رشته‌کوه آپالاش در آمریکای شمالی و نیز کوه‌زایی‌های آنتلر، واریسکی و کوه‌زایی توهونا در نیوزیلند. |
| پیدازیستی              | دیرینه‌زیستی | دوونین | میانه | ژیوتین | 387.7 ± 0.8 *       | پیدایش نخستین لیکوپودیوپسیدا‌ها، رده دم‌اسبی‌ها و سرخس‌ها و نخستین حشره‌های بدون‌بال بازوپایان، مرجان‌های شیپوری و تخته‌ای و فراوانی زنبق‌های دریایی در اقیانوس‌ها. فراوانی شاخ‌قوچی گوشه‌دار و شاخ‌قوچی‌ها و پدیدآمدن نیام‌داران مانند ماهی‌های مرکب. کاهش تریلوبیت‌ها و فراوانی تخته‌پوستان، گوشتی‌بالگان و ماهیان استخوانی و فرمانروایی نخستین غضروف‌ماهیان در دریاها. نخستین چهاراندامان همچنان آبزی بودند. وجود قاره قدیمی سرخ لوراسیا. آغاز کوه‌زایی آکادین و تشکیل کوه‌های اطلس در شمال آفریقا و رشته‌کوه آپالاش در آمریکای شمالی و نیز کوه‌زایی‌های آنتلر، واریسکی و کوه‌زایی توهونا در نیوزیلند. |
| پیدازیستی              | دیرینه‌زیستی | دوونین | میانه | ایفلین | 393.3 ± 1.2 *       | پیدایش نخستین لیکوپودیوپسیدا‌ها، رده دم‌اسبی‌ها و سرخس‌ها و نخستین حشره‌های بدون‌بال بازوپایان، مرجان‌های شیپوری و تخته‌ای و فراوانی زنبق‌های دریایی در اقیانوس‌ها. فراوانی شاخ‌قوچی گوشه‌دار و شاخ‌قوچی‌ها و پدیدآمدن نیام‌داران مانند ماهی‌های مرکب. کاهش تریلوبیت‌ها و فراوانی تخته‌پوستان، گوشتی‌بالگان و ماهیان استخوانی و فرمانروایی نخستین غضروف‌ماهیان در دریاها. نخستین چهاراندامان همچنان آبزی بودند. وجود قاره قدیمی سرخ لوراسیا. آغاز کوه‌زایی آکادین و تشکیل کوه‌های اطلس در شمال آفریقا و رشته‌کوه آپالاش در آمریکای شمالی و نیز کوه‌زایی‌های آنتلر، واریسکی و کوه‌زایی توهونا در نیوزیلند. |
| پیدازیستی              | دیرینه‌زیستی | دوونین | پیشین | امسین | 407.6 ± 2.6 *       | پیدایش نخستین لیکوپودیوپسیدا‌ها، رده دم‌اسبی‌ها و سرخس‌ها و نخستین حشره‌های بدون‌بال بازوپایان، مرجان‌های شیپوری و تخته‌ای و فراوانی زنبق‌های دریایی در اقیانوس‌ها. فراوانی شاخ‌قوچی گوشه‌دار و شاخ‌قوچی‌ها و پدیدآمدن نیام‌داران مانند ماهی‌های مرکب. کاهش تریلوبیت‌ها و فراوانی تخته‌پوستان، گوشتی‌بالگان و ماهیان استخوانی و فرمانروایی نخستین غضروف‌ماهیان در دریاها. نخستین چهاراندامان همچنان آبزی بودند. وجود قاره قدیمی سرخ لوراسیا. آغاز کوه‌زایی آکادین و تشکیل کوه‌های اطلس در شمال آفریقا و رشته‌کوه آپالاش در آمریکای شمالی و نیز کوه‌زایی‌های آنتلر، واریسکی و کوه‌زایی توهونا در نیوزیلند. |
| پیدازیستی              | دیرینه‌زیستی | دوونین | پیشین | پراگین | 410.8 ± 2.8 *       | پیدایش نخستین لیکوپودیوپسیدا‌ها، رده دم‌اسبی‌ها و سرخس‌ها و نخستین حشره‌های بدون‌بال بازوپایان، مرجان‌های شیپوری و تخته‌ای و فراوانی زنبق‌های دریایی در اقیانوس‌ها. فراوانی شاخ‌قوچی گوشه‌دار و شاخ‌قوچی‌ها و پدیدآمدن نیام‌داران مانند ماهی‌های مرکب. کاهش تریلوبیت‌ها و فراوانی تخته‌پوستان، گوشتی‌بالگان و ماهیان استخوانی و فرمانروایی نخستین غضروف‌ماهیان در دریاها. نخستین چهاراندامان همچنان آبزی بودند. وجود قاره قدیمی سرخ لوراسیا. آغاز کوه‌زایی آکادین و تشکیل کوه‌های اطلس در شمال آفریقا و رشته‌کوه آپالاش در آمریکای شمالی و نیز کوه‌زایی‌های آنتلر، واریسکی و کوه‌زایی توهونا در نیوزیلند. |
| پیدازیستی              | دیرینه‌زیستی | دوونین | پیشین | لاخکووین | 419.2 ± 3.2 *       | پیدایش نخستین لیکوپودیوپسیدا‌ها، رده دم‌اسبی‌ها و سرخس‌ها و نخستین حشره‌های بدون‌بال بازوپایان، مرجان‌های شیپوری و تخته‌ای و فراوانی زنبق‌های دریایی در اقیانوس‌ها. فراوانی شاخ‌قوچی گوشه‌دار و شاخ‌قوچی‌ها و پدیدآمدن نیام‌داران مانند ماهی‌های مرکب. کاهش تریلوبیت‌ها و فراوانی تخته‌پوستان، گوشتی‌بالگان و ماهیان استخوانی و فرمانروایی نخستین غضروف‌ماهیان در دریاها. نخستین چهاراندامان همچنان آبزی بودند. وجود قاره قدیمی سرخ لوراسیا. آغاز کوه‌زایی آکادین و تشکیل کوه‌های اطلس در شمال آفریقا و رشته‌کوه آپالاش در آمریکای شمالی و نیز کوه‌زایی‌های آنتلر، واریسکی و کوه‌زایی توهونا در نیوزیلند. |
| پیدازیستی              | دیرینه‌زیستی | سیلورین | دور پریدولی | دور پریدولی | 423 ± 2.3 *         | نخستین آوندداران، نخستین هزارپاییان و بندپهلو‌ها و نخستین آرواره‌داران بر روی زمین و فراوانی صدف‌پوستان و بی‌آروارگان در دریاها. افزایش اندازه پهن‌بال‌سانان دریایی. فراوانی مرجان‌های تخته‌ای و شیپوری، بازوپایان و زنبق‌های دریایی. تنوع تریلوبیت‌ها و نرم‌تنان و عدم تنوع سنگ‌نگاشته‌ها. آغاز کوه‌زایی کالدونین و تشکیل تپه‌ها در انگلستان، ایرلند، ولز، اسکاتلند و تشکیل رشته‌کوه اسکاندیناوی و ادامه این کوه‌زایی‌ها تا دوونین تا کوه‌زایی آکادی. پایان تدریجی کوه‌زایی تاکنی و پایان تدریجی کوه‌زایی لاچلان در قاره استرالیا. |
| پیدازیستی              | دیرینه‌زیستی | سیلورین | دور لودلاو | لودفوردین | 425.6 ± 0.9 *       | نخستین آوندداران، نخستین هزارپاییان و بندپهلو‌ها و نخستین آرواره‌داران بر روی زمین و فراوانی صدف‌پوستان و بی‌آروارگان در دریاها. افزایش اندازه پهن‌بال‌سانان دریایی. فراوانی مرجان‌های تخته‌ای و شیپوری، بازوپایان و زنبق‌های دریایی. تنوع تریلوبیت‌ها و نرم‌تنان و عدم تنوع سنگ‌نگاشته‌ها. آغاز کوه‌زایی کالدونین و تشکیل تپه‌ها در انگلستان، ایرلند، ولز، اسکاتلند و تشکیل رشته‌کوه اسکاندیناوی و ادامه این کوه‌زایی‌ها تا دوونین تا کوه‌زایی آکادی. پایان تدریجی کوه‌زایی تاکنی و پایان تدریجی کوه‌زایی لاچلان در قاره استرالیا. |
| پیدازیستی              | دیرینه‌زیستی | سیلورین | دور لودلاو | گورستین | 427.4 ± 0.5 *       | نخستین آوندداران، نخستین هزارپاییان و بندپهلو‌ها و نخستین آرواره‌داران بر روی زمین و فراوانی صدف‌پوستان و بی‌آروارگان در دریاها. افزایش اندازه پهن‌بال‌سانان دریایی. فراوانی مرجان‌های تخته‌ای و شیپوری، بازوپایان و زنبق‌های دریایی. تنوع تریلوبیت‌ها و نرم‌تنان و عدم تنوع سنگ‌نگاشته‌ها. آغاز کوه‌زایی کالدونین و تشکیل تپه‌ها در انگلستان، ایرلند، ولز، اسکاتلند و تشکیل رشته‌کوه اسکاندیناوی و ادامه این کوه‌زایی‌ها تا دوونین تا کوه‌زایی آکادی. پایان تدریجی کوه‌زایی تاکنی و پایان تدریجی کوه‌زایی لاچلان در قاره استرالیا. |
| پیدازیستی              | دیرینه‌زیستی | سیلورین | ونلاک | هومرین | 430.5 ± 0.7 *       | نخستین آوندداران، نخستین هزارپاییان و بندپهلو‌ها و نخستین آرواره‌داران بر روی زمین و فراوانی صدف‌پوستان و بی‌آروارگان در دریاها. افزایش اندازه پهن‌بال‌سانان دریایی. فراوانی مرجان‌های تخته‌ای و شیپوری، بازوپایان و زنبق‌های دریایی. تنوع تریلوبیت‌ها و نرم‌تنان و عدم تنوع سنگ‌نگاشته‌ها. آغاز کوه‌زایی کالدونین و تشکیل تپه‌ها در انگلستان، ایرلند، ولز، اسکاتلند و تشکیل رشته‌کوه اسکاندیناوی و ادامه این کوه‌زایی‌ها تا دوونین تا کوه‌زایی آکادی. پایان تدریجی کوه‌زایی تاکنی و پایان تدریجی کوه‌زایی لاچلان در قاره استرالیا. |
| پیدازیستی              | دیرینه‌زیستی | سیلورین | ونلاک | شینوودین | 433.4 ± 0.8 *       | نخستین آوندداران، نخستین هزارپاییان و بندپهلو‌ها و نخستین آرواره‌داران بر روی زمین و فراوانی صدف‌پوستان و بی‌آروارگان در دریاها. افزایش اندازه پهن‌بال‌سانان دریایی. فراوانی مرجان‌های تخته‌ای و شیپوری، بازوپایان و زنبق‌های دریایی. تنوع تریلوبیت‌ها و نرم‌تنان و عدم تنوع سنگ‌نگاشته‌ها. آغاز کوه‌زایی کالدونین و تشکیل تپه‌ها در انگلستان، ایرلند، ولز، اسکاتلند و تشکیل رشته‌کوه اسکاندیناوی و ادامه این کوه‌زایی‌ها تا دوونین تا کوه‌زایی آکادی. پایان تدریجی کوه‌زایی تاکنی و پایان تدریجی کوه‌زایی لاچلان در قاره استرالیا. |
| پیدازیستی              | دیرینه‌زیستی | سیلورین | دور لاندووری | تلیچین | 438.5 ± 1.1 *       | نخستین آوندداران، نخستین هزارپاییان و بندپهلو‌ها و نخستین آرواره‌داران بر روی زمین و فراوانی صدف‌پوستان و بی‌آروارگان در دریاها. افزایش اندازه پهن‌بال‌سانان دریایی. فراوانی مرجان‌های تخته‌ای و شیپوری، بازوپایان و زنبق‌های دریایی. تنوع تریلوبیت‌ها و نرم‌تنان و عدم تنوع سنگ‌نگاشته‌ها. آغاز کوه‌زایی کالدونین و تشکیل تپه‌ها در انگلستان، ایرلند، ولز، اسکاتلند و تشکیل رشته‌کوه اسکاندیناوی و ادامه این کوه‌زایی‌ها تا دوونین تا کوه‌زایی آکادی. پایان تدریجی کوه‌زایی تاکنی و پایان تدریجی کوه‌زایی لاچلان در قاره استرالیا. |
| پیدازیستی              | دیرینه‌زیستی | سیلورین | دور لاندووری | آئرونین | 440.8 ± 1.2 *       | نخستین آوندداران، نخستین هزارپاییان و بندپهلو‌ها و نخستین آرواره‌داران بر روی زمین و فراوانی صدف‌پوستان و بی‌آروارگان در دریاها. افزایش اندازه پهن‌بال‌سانان دریایی. فراوانی مرجان‌های تخته‌ای و شیپوری، بازوپایان و زنبق‌های دریایی. تنوع تریلوبیت‌ها و نرم‌تنان و عدم تنوع سنگ‌نگاشته‌ها. آغاز کوه‌زایی کالدونین و تشکیل تپه‌ها در انگلستان، ایرلند، ولز، اسکاتلند و تشکیل رشته‌کوه اسکاندیناوی و ادامه این کوه‌زایی‌ها تا دوونین تا کوه‌زایی آکادی. پایان تدریجی کوه‌زایی تاکنی و پایان تدریجی کوه‌زایی لاچلان در قاره استرالیا. |
| پیدازیستی              | دیرینه‌زیستی | سیلورین | دور لاندووری | رودانین | 443.8 ± 1.5 *       | نخستین آوندداران، نخستین هزارپاییان و بندپهلو‌ها و نخستین آرواره‌داران بر روی زمین و فراوانی صدف‌پوستان و بی‌آروارگان در دریاها. افزایش اندازه پهن‌بال‌سانان دریایی. فراوانی مرجان‌های تخته‌ای و شیپوری، بازوپایان و زنبق‌های دریایی. تنوع تریلوبیت‌ها و نرم‌تنان و عدم تنوع سنگ‌نگاشته‌ها. آغاز کوه‌زایی کالدونین و تشکیل تپه‌ها در انگلستان، ایرلند، ولز، اسکاتلند و تشکیل رشته‌کوه اسکاندیناوی و ادامه این کوه‌زایی‌ها تا دوونین تا کوه‌زایی آکادی. پایان تدریجی کوه‌زایی تاکنی و پایان تدریجی کوه‌زایی لاچلان در قاره استرالیا. |
| پیدازیستی              | دیرینه‌زیستی | اردویسین | پسین | هیرنانتین | 445.2 ± 1.4 *       | گسترش و تنوع بی‌مهرگان به گونه‌های جدید (مانند راست‌شاخچه‌سانان). گسترش مرجان‌های اولیه، بازوپایان، دوکفه‌ای‌ها، ملوانک‌واران، تریلوبیت‌ها، صدفیان، خزه‌زیان، چندین گونه از خارپوستان (زنبق دریایی، کیسه‌واران، ستاره دریایی و غیره)، گونه‌های سنگ‌نگاشته‌ها. پیدایش قیف‌دندانان (مهره‌داران پلانکتون‌ی اولیه). نخستین رویان‌داران و قارچ‌ها بر روی زمین. عصر یخبندان در پایان دوره. |
| پیدازیستی              | دیرینه‌زیستی | اردویسین | پسین | کاتین | 453 ± 0.7 *         | گسترش و تنوع بی‌مهرگان به گونه‌های جدید (مانند راست‌شاخچه‌سانان). گسترش مرجان‌های اولیه، بازوپایان، دوکفه‌ای‌ها، ملوانک‌واران، تریلوبیت‌ها، صدفیان، خزه‌زیان، چندین گونه از خارپوستان (زنبق دریایی، کیسه‌واران، ستاره دریایی و غیره)، گونه‌های سنگ‌نگاشته‌ها. پیدایش قیف‌دندانان (مهره‌داران پلانکتون‌ی اولیه). نخستین رویان‌داران و قارچ‌ها بر روی زمین. عصر یخبندان در پایان دوره. |
| پیدازیستی              | دیرینه‌زیستی | اردویسین | پسین | سندبین | 458.4 ± 0.9 *       | گسترش و تنوع بی‌مهرگان به گونه‌های جدید (مانند راست‌شاخچه‌سانان). گسترش مرجان‌های اولیه، بازوپایان، دوکفه‌ای‌ها، ملوانک‌واران، تریلوبیت‌ها، صدفیان، خزه‌زیان، چندین گونه از خارپوستان (زنبق دریایی، کیسه‌واران، ستاره دریایی و غیره)، گونه‌های سنگ‌نگاشته‌ها. پیدایش قیف‌دندانان (مهره‌داران پلانکتون‌ی اولیه). نخستین رویان‌داران و قارچ‌ها بر روی زمین. عصر یخبندان در پایان دوره. |
| پیدازیستی              | دیرینه‌زیستی | اردویسین | میانه | داریویلین | 467.3 ± 1.1 *       | گسترش و تنوع بی‌مهرگان به گونه‌های جدید (مانند راست‌شاخچه‌سانان). گسترش مرجان‌های اولیه، بازوپایان، دوکفه‌ای‌ها، ملوانک‌واران، تریلوبیت‌ها، صدفیان، خزه‌زیان، چندین گونه از خارپوستان (زنبق دریایی، کیسه‌واران، ستاره دریایی و غیره)، گونه‌های سنگ‌نگاشته‌ها. پیدایش قیف‌دندانان (مهره‌داران پلانکتون‌ی اولیه). نخستین رویان‌داران و قارچ‌ها بر روی زمین. عصر یخبندان در پایان دوره. |
| پیدازیستی              | دیرینه‌زیستی | اردویسین | میانه | داپینگین | 470 ± 1.4 *         | گسترش و تنوع بی‌مهرگان به گونه‌های جدید (مانند راست‌شاخچه‌سانان). گسترش مرجان‌های اولیه، بازوپایان، دوکفه‌ای‌ها، ملوانک‌واران، تریلوبیت‌ها، صدفیان، خزه‌زیان، چندین گونه از خارپوستان (زنبق دریایی، کیسه‌واران، ستاره دریایی و غیره)، گونه‌های سنگ‌نگاشته‌ها. پیدایش قیف‌دندانان (مهره‌داران پلانکتون‌ی اولیه). نخستین رویان‌داران و قارچ‌ها بر روی زمین. عصر یخبندان در پایان دوره. |
| پیدازیستی              | دیرینه‌زیستی | اردویسین | پیشین | فلوئین | 477.7 ± 1.4 *       | گسترش و تنوع بی‌مهرگان به گونه‌های جدید (مانند راست‌شاخچه‌سانان). گسترش مرجان‌های اولیه، بازوپایان، دوکفه‌ای‌ها، ملوانک‌واران، تریلوبیت‌ها، صدفیان، خزه‌زیان، چندین گونه از خارپوستان (زنبق دریایی، کیسه‌واران، ستاره دریایی و غیره)، گونه‌های سنگ‌نگاشته‌ها. پیدایش قیف‌دندانان (مهره‌داران پلانکتون‌ی اولیه). نخستین رویان‌داران و قارچ‌ها بر روی زمین. عصر یخبندان در پایان دوره. |
| پیدازیستی              | دیرینه‌زیستی | اردویسین | پیشین | ترمادوسین | 485.4 ± 1.9 *       | گسترش و تنوع بی‌مهرگان به گونه‌های جدید (مانند راست‌شاخچه‌سانان). گسترش مرجان‌های اولیه، بازوپایان، دوکفه‌ای‌ها، ملوانک‌واران، تریلوبیت‌ها، صدفیان، خزه‌زیان، چندین گونه از خارپوستان (زنبق دریایی، کیسه‌واران، ستاره دریایی و غیره)، گونه‌های سنگ‌نگاشته‌ها. پیدایش قیف‌دندانان (مهره‌داران پلانکتون‌ی اولیه). نخستین رویان‌داران و قارچ‌ها بر روی زمین. عصر یخبندان در پایان دوره. |
| پیدازیستی              | دیرینه‌زیستی | کامبرین | فورونجین | اشکوب ۱۰ کامبرین | ~۴۸۹٫۵              | تنوع زیاد زندگی در زمین طی انفجار کامبرین. فسیل‌های متعدد. پیدایش جدیدترین شاخه‌های جانوران. پیدایش نخستین طنابداران به همراه چندین شاخه منقرض‌شده. فراوانی کهن‌جامان و سپس از بین رفتن آنان. کرم‌های تریلوبیت نرینه‌ای‌تبار، اسفنج دریایی، بازوپایان و جانوران گوناگون دیگر. ناجورمیگویان به عنوان درندگان بزرگ و مرگ بسیاری از گونه‌های ادیاکاران. پروکاریوت‌ها، ادامه حیات آغازیان (مانند روزن‌داران)، قارچ‌ها و جلبک‌ها تا امروز. ظهور ابرقاره گوندوانا. پایان تدریجی کوه‌زایی پترمن در قاره استرالیا (۵۵۰ تا ۵۳۵ میلیون سال پیش). کوه‌زایی راس در جنوبگان. کوه‌زایی دلامیرین (۵۱۴ تا ۴۹۰ میلیون سال پیش) و کوه‌زایی لاچلن (۵۴۰ تا ۴۴۰ میلیون سال پیش) در قاره استرالیا. سطح کربن دی‌اکسید جو زمین حدود ۱۵ برابر مقدار امروزی (در هولوسن حدود ۶۰۰۰ ppmv در مقایسه با ۴۰۰ ppmv امروزی). |
| پیدازیستی              | دیرینه‌زیستی | کامبرین | فورونجین | ژیانگشانین | ~494 *              | تنوع زیاد زندگی در زمین طی انفجار کامبرین. فسیل‌های متعدد. پیدایش جدیدترین شاخه‌های جانوران. پیدایش نخستین طنابداران به همراه چندین شاخه منقرض‌شده. فراوانی کهن‌جامان و سپس از بین رفتن آنان. کرم‌های تریلوبیت نرینه‌ای‌تبار، اسفنج دریایی، بازوپایان و جانوران گوناگون دیگر. ناجورمیگویان به عنوان درندگان بزرگ و مرگ بسیاری از گونه‌های ادیاکاران. پروکاریوت‌ها، ادامه حیات آغازیان (مانند روزن‌داران)، قارچ‌ها و جلبک‌ها تا امروز. ظهور ابرقاره گوندوانا. پایان تدریجی کوه‌زایی پترمن در قاره استرالیا (۵۵۰ تا ۵۳۵ میلیون سال پیش). کوه‌زایی راس در جنوبگان. کوه‌زایی دلامیرین (۵۱۴ تا ۴۹۰ میلیون سال پیش) و کوه‌زایی لاچلن (۵۴۰ تا ۴۴۰ میلیون سال پیش) در قاره استرالیا. سطح کربن دی‌اکسید جو زمین حدود ۱۵ برابر مقدار امروزی (در هولوسن حدود ۶۰۰۰ ppmv در مقایسه با ۴۰۰ ppmv امروزی). |
| پیدازیستی              | دیرینه‌زیستی | کامبرین | فورونجین | پایبین | ~497 *              | تنوع زیاد زندگی در زمین طی انفجار کامبرین. فسیل‌های متعدد. پیدایش جدیدترین شاخه‌های جانوران. پیدایش نخستین طنابداران به همراه چندین شاخه منقرض‌شده. فراوانی کهن‌جامان و سپس از بین رفتن آنان. کرم‌های تریلوبیت نرینه‌ای‌تبار، اسفنج دریایی، بازوپایان و جانوران گوناگون دیگر. ناجورمیگویان به عنوان درندگان بزرگ و مرگ بسیاری از گونه‌های ادیاکاران. پروکاریوت‌ها، ادامه حیات آغازیان (مانند روزن‌داران)، قارچ‌ها و جلبک‌ها تا امروز. ظهور ابرقاره گوندوانا. پایان تدریجی کوه‌زایی پترمن در قاره استرالیا (۵۵۰ تا ۵۳۵ میلیون سال پیش). کوه‌زایی راس در جنوبگان. کوه‌زایی دلامیرین (۵۱۴ تا ۴۹۰ میلیون سال پیش) و کوه‌زایی لاچلن (۵۴۰ تا ۴۴۰ میلیون سال پیش) در قاره استرالیا. سطح کربن دی‌اکسید جو زمین حدود ۱۵ برابر مقدار امروزی (در هولوسن حدود ۶۰۰۰ ppmv در مقایسه با ۴۰۰ ppmv امروزی). |
| پیدازیستی              | دیرینه‌زیستی | کامبرین | میائولینگین | گوژانگین | ~500.5 *            | تنوع زیاد زندگی در زمین طی انفجار کامبرین. فسیل‌های متعدد. پیدایش جدیدترین شاخه‌های جانوران. پیدایش نخستین طنابداران به همراه چندین شاخه منقرض‌شده. فراوانی کهن‌جامان و سپس از بین رفتن آنان. کرم‌های تریلوبیت نرینه‌ای‌تبار، اسفنج دریایی، بازوپایان و جانوران گوناگون دیگر. ناجورمیگویان به عنوان درندگان بزرگ و مرگ بسیاری از گونه‌های ادیاکاران. پروکاریوت‌ها، ادامه حیات آغازیان (مانند روزن‌داران)، قارچ‌ها و جلبک‌ها تا امروز. ظهور ابرقاره گوندوانا. پایان تدریجی کوه‌زایی پترمن در قاره استرالیا (۵۵۰ تا ۵۳۵ میلیون سال پیش). کوه‌زایی راس در جنوبگان. کوه‌زایی دلامیرین (۵۱۴ تا ۴۹۰ میلیون سال پیش) و کوه‌زایی لاچلن (۵۴۰ تا ۴۴۰ میلیون سال پیش) در قاره استرالیا. سطح کربن دی‌اکسید جو زمین حدود ۱۵ برابر مقدار امروزی (در هولوسن حدود ۶۰۰۰ ppmv در مقایسه با ۴۰۰ ppmv امروزی). |
| پیدازیستی              | دیرینه‌زیستی | کامبرین | میائولینگین | درومین | ~504.5 *            | تنوع زیاد زندگی در زمین طی انفجار کامبرین. فسیل‌های متعدد. پیدایش جدیدترین شاخه‌های جانوران. پیدایش نخستین طنابداران به همراه چندین شاخه منقرض‌شده. فراوانی کهن‌جامان و سپس از بین رفتن آنان. کرم‌های تریلوبیت نرینه‌ای‌تبار، اسفنج دریایی، بازوپایان و جانوران گوناگون دیگر. ناجورمیگویان به عنوان درندگان بزرگ و مرگ بسیاری از گونه‌های ادیاکاران. پروکاریوت‌ها، ادامه حیات آغازیان (مانند روزن‌داران)، قارچ‌ها و جلبک‌ها تا امروز. ظهور ابرقاره گوندوانا. پایان تدریجی کوه‌زایی پترمن در قاره استرالیا (۵۵۰ تا ۵۳۵ میلیون سال پیش). کوه‌زایی راس در جنوبگان. کوه‌زایی دلامیرین (۵۱۴ تا ۴۹۰ میلیون سال پیش) و کوه‌زایی لاچلن (۵۴۰ تا ۴۴۰ میلیون سال پیش) در قاره استرالیا. سطح کربن دی‌اکسید جو زمین حدود ۱۵ برابر مقدار امروزی (در هولوسن حدود ۶۰۰۰ ppmv در مقایسه با ۴۰۰ ppmv امروزی). |
| پیدازیستی              | دیرینه‌زیستی | کامبرین | میائولینگین | وولیوئن | ~509                | تنوع زیاد زندگی در زمین طی انفجار کامبرین. فسیل‌های متعدد. پیدایش جدیدترین شاخه‌های جانوران. پیدایش نخستین طنابداران به همراه چندین شاخه منقرض‌شده. فراوانی کهن‌جامان و سپس از بین رفتن آنان. کرم‌های تریلوبیت نرینه‌ای‌تبار، اسفنج دریایی، بازوپایان و جانوران گوناگون دیگر. ناجورمیگویان به عنوان درندگان بزرگ و مرگ بسیاری از گونه‌های ادیاکاران. پروکاریوت‌ها، ادامه حیات آغازیان (مانند روزن‌داران)، قارچ‌ها و جلبک‌ها تا امروز. ظهور ابرقاره گوندوانا. پایان تدریجی کوه‌زایی پترمن در قاره استرالیا (۵۵۰ تا ۵۳۵ میلیون سال پیش). کوه‌زایی راس در جنوبگان. کوه‌زایی دلامیرین (۵۱۴ تا ۴۹۰ میلیون سال پیش) و کوه‌زایی لاچلن (۵۴۰ تا ۴۴۰ میلیون سال پیش) در قاره استرالیا. سطح کربن دی‌اکسید جو زمین حدود ۱۵ برابر مقدار امروزی (در هولوسن حدود ۶۰۰۰ ppmv در مقایسه با ۴۰۰ ppmv امروزی). |
| پیدازیستی              | دیرینه‌زیستی | کامبرین | ردیف ۲ کامبرین | اشکوب ۴ کامبرین | ~514                | تنوع زیاد زندگی در زمین طی انفجار کامبرین. فسیل‌های متعدد. پیدایش جدیدترین شاخه‌های جانوران. پیدایش نخستین طنابداران به همراه چندین شاخه منقرض‌شده. فراوانی کهن‌جامان و سپس از بین رفتن آنان. کرم‌های تریلوبیت نرینه‌ای‌تبار، اسفنج دریایی، بازوپایان و جانوران گوناگون دیگر. ناجورمیگویان به عنوان درندگان بزرگ و مرگ بسیاری از گونه‌های ادیاکاران. پروکاریوت‌ها، ادامه حیات آغازیان (مانند روزن‌داران)، قارچ‌ها و جلبک‌ها تا امروز. ظهور ابرقاره گوندوانا. پایان تدریجی کوه‌زایی پترمن در قاره استرالیا (۵۵۰ تا ۵۳۵ میلیون سال پیش). کوه‌زایی راس در جنوبگان. کوه‌زایی دلامیرین (۵۱۴ تا ۴۹۰ میلیون سال پیش) و کوه‌زایی لاچلن (۵۴۰ تا ۴۴۰ میلیون سال پیش) در قاره استرالیا. سطح کربن دی‌اکسید جو زمین حدود ۱۵ برابر مقدار امروزی (در هولوسن حدود ۶۰۰۰ ppmv در مقایسه با ۴۰۰ ppmv امروزی). |
| پیدازیستی              | دیرینه‌زیستی | کامبرین | ردیف ۲ کامبرین | اشکوب ۳ کامبرین | ~521                | تنوع زیاد زندگی در زمین طی انفجار کامبرین. فسیل‌های متعدد. پیدایش جدیدترین شاخه‌های جانوران. پیدایش نخستین طنابداران به همراه چندین شاخه منقرض‌شده. فراوانی کهن‌جامان و سپس از بین رفتن آنان. کرم‌های تریلوبیت نرینه‌ای‌تبار، اسفنج دریایی، بازوپایان و جانوران گوناگون دیگر. ناجورمیگویان به عنوان درندگان بزرگ و مرگ بسیاری از گونه‌های ادیاکاران. پروکاریوت‌ها، ادامه حیات آغازیان (مانند روزن‌داران)، قارچ‌ها و جلبک‌ها تا امروز. ظهور ابرقاره گوندوانا. پایان تدریجی کوه‌زایی پترمن در قاره استرالیا (۵۵۰ تا ۵۳۵ میلیون سال پیش). کوه‌زایی راس در جنوبگان. کوه‌زایی دلامیرین (۵۱۴ تا ۴۹۰ میلیون سال پیش) و کوه‌زایی لاچلن (۵۴۰ تا ۴۴۰ میلیون سال پیش) در قاره استرالیا. سطح کربن دی‌اکسید جو زمین حدود ۱۵ برابر مقدار امروزی (در هولوسن حدود ۶۰۰۰ ppmv در مقایسه با ۴۰۰ ppmv امروزی). |
| پیدازیستی              | دیرینه‌زیستی | کامبرین | ترنووین | اشکوب ۲ کامبرین | ~529                | تنوع زیاد زندگی در زمین طی انفجار کامبرین. فسیل‌های متعدد. پیدایش جدیدترین شاخه‌های جانوران. پیدایش نخستین طنابداران به همراه چندین شاخه منقرض‌شده. فراوانی کهن‌جامان و سپس از بین رفتن آنان. کرم‌های تریلوبیت نرینه‌ای‌تبار، اسفنج دریایی، بازوپایان و جانوران گوناگون دیگر. ناجورمیگویان به عنوان درندگان بزرگ و مرگ بسیاری از گونه‌های ادیاکاران. پروکاریوت‌ها، ادامه حیات آغازیان (مانند روزن‌داران)، قارچ‌ها و جلبک‌ها تا امروز. ظهور ابرقاره گوندوانا. پایان تدریجی کوه‌زایی پترمن در قاره استرالیا (۵۵۰ تا ۵۳۵ میلیون سال پیش). کوه‌زایی راس در جنوبگان. کوه‌زایی دلامیرین (۵۱۴ تا ۴۹۰ میلیون سال پیش) و کوه‌زایی لاچلن (۵۴۰ تا ۴۴۰ میلیون سال پیش) در قاره استرالیا. سطح کربن دی‌اکسید جو زمین حدود ۱۵ برابر مقدار امروزی (در هولوسن حدود ۶۰۰۰ ppmv در مقایسه با ۴۰۰ ppmv امروزی). |
| پیدازیستی              | دیرینه‌زیستی | کامبرین | ترنووین | فورتونین | ~538.8 ± 0.2 *      | تنوع زیاد زندگی در زمین طی انفجار کامبرین. فسیل‌های متعدد. پیدایش جدیدترین شاخه‌های جانوران. پیدایش نخستین طنابداران به همراه چندین شاخه منقرض‌شده. فراوانی کهن‌جامان و سپس از بین رفتن آنان. کرم‌های تریلوبیت نرینه‌ای‌تبار، اسفنج دریایی، بازوپایان و جانوران گوناگون دیگر. ناجورمیگویان به عنوان درندگان بزرگ و مرگ بسیاری از گونه‌های ادیاکاران. پروکاریوت‌ها، ادامه حیات آغازیان (مانند روزن‌داران)، قارچ‌ها و جلبک‌ها تا امروز. ظهور ابرقاره گوندوانا. پایان تدریجی کوه‌زایی پترمن در قاره استرالیا (۵۵۰ تا ۵۳۵ میلیون سال پیش). کوه‌زایی راس در جنوبگان. کوه‌زایی دلامیرین (۵۱۴ تا ۴۹۰ میلیون سال پیش) و کوه‌زایی لاچلن (۵۴۰ تا ۴۴۰ میلیون سال پیش) در قاره استرالیا. سطح کربن دی‌اکسید جو زمین حدود ۱۵ برابر مقدار امروزی (در هولوسن حدود ۶۰۰۰ ppmv در مقایسه با ۴۰۰ ppmv امروزی). |
| پیشین‌زیستی             | پیشین‌زیستی نو | ادیاکاران | سنگواره‌های خوب از نخستین جانوران چندسلولی، شکوفایی Ediacaran biota در دریاها در سطح جهانی، فسیل‌های شاخص از گونه‌های کرم‌مانند Trichophycus و مانند آن. نخستین اسفنج‌های دریایی و تریلوبیت‌ها. اشکال مبهم شامل بسیاری از موجودات ژله‌ای نرم که به شکل کیسه و دیسک هستند (مانند دیکینسونیا). Taconic Orogeny در آمریکای شمالی. کوه‌زایی محدوده آراوالی در شبه‌قاره هند. آغاز کوه‌زایی پترمن در قاره استرالیا. کوه‌زایی Beardmore در جنوبگان، ۶۳۳–۶۲۰ میلیون سال پیش. | سنگواره‌های خوب از نخستین جانوران چندسلولی، شکوفایی Ediacaran biota در دریاها در سطح جهانی، فسیل‌های شاخص از گونه‌های کرم‌مانند Trichophycus و مانند آن. نخستین اسفنج‌های دریایی و تریلوبیت‌ها. اشکال مبهم شامل بسیاری از موجودات ژله‌ای نرم که به شکل کیسه و دیسک هستند (مانند دیکینسونیا). Taconic Orogeny در آمریکای شمالی. کوه‌زایی محدوده آراوالی در شبه‌قاره هند. آغاز کوه‌زایی پترمن در قاره استرالیا. کوه‌زایی Beardmore در جنوبگان، ۶۳۳–۶۲۰ میلیون سال پیش. | ~635 *              | |
| پیشین‌زیستی             | پیشین‌زیستی نو | کریوژنین | دوره احتمالی "زمین گوی برفی". سنگواره‌ها همچنان کمیاب. آغاز تقسیم و شکسته شدن خشکسار رودینیا. توقف تدریجی فاز انتهایی کوه‌زایی روکر / نمرود در جنوبگان. | دوره احتمالی "زمین گوی برفی". سنگواره‌ها همچنان کمیاب. آغاز تقسیم و شکسته شدن خشکسار رودینیا. توقف تدریجی فاز انتهایی کوه‌زایی روکر / نمرود در جنوبگان. | ~720                | |
| پیشین‌زیستی             | پیشین‌زیستی نو | تونین | آخرین فاز تشکیل ابرقاره رودینیا در اوایل تونین روی داد و شکستن آن در ۸۰۰ میلیون سال پیش آغاز شد. کوه‌زایی Sveconorwegian پایان یافت. توقف تدریجی کوه‌زایی گرینول در آمریکای شمالی. کوه‌زایی روکر / نمرود در جنوبگان در ۱۵۰ ± ۱٬۰۰۰ میلیون سال پیش. فسیل‌های شاخص از جانداران چندیاخته‌ای ساده و یوکاریوت‌ها. فرونشینی زمین‌ناودیس آدلاید در استرالیا، آغاز کوه‌زایی دلامرین در استرالیا. | آخرین فاز تشکیل ابرقاره رودینیا در اوایل تونین روی داد و شکستن آن در ۸۰۰ میلیون سال پیش آغاز شد. کوه‌زایی Sveconorwegian پایان یافت. توقف تدریجی کوه‌زایی گرینول در آمریکای شمالی. کوه‌زایی روکر / نمرود در جنوبگان در ۱۵۰ ± ۱٬۰۰۰ میلیون سال پیش. فسیل‌های شاخص از جانداران چندیاخته‌ای ساده و یوکاریوت‌ها. فرونشینی زمین‌ناودیس آدلاید در استرالیا، آغاز کوه‌زایی دلامرین در استرالیا. | 1000                | |
| پیشین‌زیستی             | پیشین‌زیستی میانه | استنین | کمربندهای باریک سنگ دگرگونی به‌دلیل کوه‌زایی در زمان تشکیل رودینیا و احاطه‌شدن آن با اقیانوس پان-آفریکن. آغاز کوه‌زایی سوکونروژین. آغاز احتمالی فاز پسین کوه‌زایی روکر / نمرود در جنوبگان. کوه‌زایی موسگراو در Musgrave Block، آلیس اسپرینگ در ۱٬۰۸۰– میلیون سال پیش. کاهش استروماتولیت‌ها در نتیجه تکثیر جلبک‌ها. | کمربندهای باریک سنگ دگرگونی به‌دلیل کوه‌زایی در زمان تشکیل رودینیا و احاطه‌شدن آن با اقیانوس پان-آفریکن. آغاز کوه‌زایی سوکونروژین. آغاز احتمالی فاز پسین کوه‌زایی روکر / نمرود در جنوبگان. کوه‌زایی موسگراو در Musgrave Block، آلیس اسپرینگ در ۱٬۰۸۰– میلیون سال پیش. کاهش استروماتولیت‌ها در نتیجه تکثیر جلبک‌ها. | 1200                | |
| پیشین‌زیستی             | پیشین‌زیستی میانه | اکتاسین | ادامه گسترش سکو‌ها. کلنی‌های جلبک سبز در دریاها. Grenville Orogeny در آمریکای شمالی. شکسته‌شدن ابرقاره کلمبیا. | ادامه گسترش سکو‌ها. کلنی‌های جلبک سبز در دریاها. Grenville Orogeny در آمریکای شمالی. شکسته‌شدن ابرقاره کلمبیا. | 1400                | |
| پیشین‌زیستی             | پیشین‌زیستی میانه | کالیمین | ادامه گسترش پوشش سکو‌ها، نخستین باستان‌گیاهیان، جلبک قرمز و جلبک سبز و پشت‌تاژکان که باعث ایجاد نخستین قارچ‌ها و همه‌زیان شد. | ادامه گسترش پوشش سکو‌ها، نخستین باستان‌گیاهیان، جلبک قرمز و جلبک سبز و پشت‌تاژکان که باعث ایجاد نخستین قارچ‌ها و همه‌زیان شد. | 1600                | |
| پیشین‌زیستی             | پیشین‌زیستی دیرینه | استاترین | نخستین یوکاریوت‌های مشخص: آغازیان با هسته و سیستم غشایی. تشکیل ابرقاره کلمبیا به‌عنوان دومین ابرقاره اولیه. پایان کوه‌زایی کیمبن در استرالیا. کوه‌زایی یاپونگکو در کراتون ییلگارد در استرالیای غربی. کوه‌زایی مانگارون در ۱٬۶۸۰–۱٬۶۲۰ میلیون سال پیش، بر روی مجموعه گاسکویین در استرالیای غربی. کوه‌زایی کارانان (۱٬۶۵۰ میلیون سال پیش)، کراتون گاولر در استرالیای جنوبی. کاهش دوباره سطح اکسیژن. | نخستین یوکاریوت‌های مشخص: آغازیان با هسته و سیستم غشایی. تشکیل ابرقاره کلمبیا به‌عنوان دومین ابرقاره اولیه. پایان کوه‌زایی کیمبن در استرالیا. کوه‌زایی یاپونگکو در کراتون ییلگارد در استرالیای غربی. کوه‌زایی مانگارون در ۱٬۶۸۰–۱٬۶۲۰ میلیون سال پیش، بر روی مجموعه گاسکویین در استرالیای غربی. کوه‌زایی کارانان (۱٬۶۵۰ میلیون سال پیش)، کراتون گاولر در استرالیای جنوبی. کاهش دوباره سطح اکسیژن. | 1800                | |
| پیشین‌زیستی             | پیشین‌زیستی دیرینه | اوروسیرین | افزایش اکسیژن در جو زمین با ظاهرشدن بیشتر استروماتولیت‌های سیانوباکتری. دهانه‌های برخوردی وردفرت و حوضه سادبری. کوه‌زایی‌های بیشتر. کوه‌زایی پنوکی و کوه‌زایی‌های ترنس-هودسونی در آمریکای شمالی. فاز اولیه کوه‌زاریی روکر در جنوبگان، ۲٬۰۰۰–۱٬۷۰۰ میلیون سال پیش. کوه‌زایی گلنبورگ، گلنبورگ‌ترین، قاره استرالیا در ۲٬۰۰۵–۱٬۹۲۰ میلیون سال پیش. آغاز کوه‌زایی کیمبن، کراتون گاولر در قاره استرالیا. | افزایش اکسیژن در جو زمین با ظاهرشدن بیشتر استروماتولیت‌های سیانوباکتری. دهانه‌های برخوردی وردفرت و حوضه سادبری. کوه‌زایی‌های بیشتر. کوه‌زایی پنوکی و کوه‌زایی‌های ترنس-هودسونی در آمریکای شمالی. فاز اولیه کوه‌زاریی روکر در جنوبگان، ۲٬۰۰۰–۱٬۷۰۰ میلیون سال پیش. کوه‌زایی گلنبورگ، گلنبورگ‌ترین، قاره استرالیا در ۲٬۰۰۵–۱٬۹۲۰ میلیون سال پیش. آغاز کوه‌زایی کیمبن، کراتون گاولر در قاره استرالیا. | 2050                | |
| پیشین‌زیستی             | پیشین‌زیستی دیرینه | ریاسین | تشکیل مجموعه آذرین بوشولد. نخستین یوکاریوت فرضی. یخبندان هورونی. زیاگان فرانس‌ویلین چندسلولی. | تشکیل مجموعه آذرین بوشولد. نخستین یوکاریوت فرضی. یخبندان هورونی. زیاگان فرانس‌ویلین چندسلولی. | 2300                | |
| پیشین‌زیستی             | پیشین‌زیستی دیرینه | سیدرین | افزایش اکسیژن ناشی از رویداد بزرگ اکسیژنی (به‌دلیل سیانوباکتر). کوه‌زایی اسلیفورد در استرالیا، کراتون گاولر در ۲٬۴۴۰–۲٬۴۲۰ میلیون پیش سال. | افزایش اکسیژن ناشی از رویداد بزرگ اکسیژنی (به‌دلیل سیانوباکتر). کوه‌زایی اسلیفورد در استرالیا، کراتون گاولر در ۲٬۴۴۰–۲٬۴۲۰ میلیون پیش سال. | 2500                | |
| نخست‌زیستی              | نخست‌زیستی نو | پایدارشدن بیشتر کراتون‌های جدید، رویداد احتمالی واژگونی گوشته. کوه‌زایی اینسل در حدود ۱۵۰ ± ۲٬۶۵۰ میلیون سال پیش. آغاز تشکیل Abitibi greenstone belt در انتاریو و استان کبک امروزی و ثبیت آن در حدود ۲٬۶۰۰ میلیون سال پیش. | پایدارشدن بیشتر کراتون‌های جدید، رویداد احتمالی واژگونی گوشته. کوه‌زایی اینسل در حدود ۱۵۰ ± ۲٬۶۵۰ میلیون سال پیش. آغاز تشکیل Abitibi greenstone belt در انتاریو و استان کبک امروزی و ثبیت آن در حدود ۲٬۶۰۰ میلیون سال پیش. | پایدارشدن بیشتر کراتون‌های جدید، رویداد احتمالی واژگونی گوشته. کوه‌زایی اینسل در حدود ۱۵۰ ± ۲٬۶۵۰ میلیون سال پیش. آغاز تشکیل Abitibi greenstone belt در انتاریو و استان کبک امروزی و ثبیت آن در حدود ۲٬۶۰۰ میلیون سال پیش. | 2800                | |
| نخست‌زیستی              | نخست‌زیستی میانه | نخستین استروماتولیت‌ها (احتمالاً کلنی‌های سیانوباکتر). قدیمی‌ترین macrofossil‌ها. کوه‌زایی هامبولت در جنوبگان. آغاز تشکیل Blake River Megacaldera Complex در استان انتاریو و استان کبک امروزی و پایان آن در حدود ۲٬۶۹۶ میلیون سال پیش. | نخستین استروماتولیت‌ها (احتمالاً کلنی‌های سیانوباکتر). قدیمی‌ترین macrofossil‌ها. کوه‌زایی هامبولت در جنوبگان. آغاز تشکیل Blake River Megacaldera Complex در استان انتاریو و استان کبک امروزی و پایان آن در حدود ۲٬۶۹۶ میلیون سال پیش. | نخستین استروماتولیت‌ها (احتمالاً کلنی‌های سیانوباکتر). قدیمی‌ترین macrofossil‌ها. کوه‌زایی هامبولت در جنوبگان. آغاز تشکیل Blake River Megacaldera Complex در استان انتاریو و استان کبک امروزی و پایان آن در حدود ۲٬۶۹۶ میلیون سال پیش. | 3200                | |
| نخست‌زیستی              | نخست‌زیستی دیرینه | تنوع و گسترش سریع آرکی‌های پروکاریوتی (مانند متانوژن) و باکتری‌ها (مانند سیانوباکتر) به‌همراه ویروس‌های اولیه. نخستین باکتری نورپرورد شناخته‌شده. نخستین ریزفسیل قطعی. نخستین کراتون‌ها بر روی زمین، مانند سپر کانادا. کوه‌زایی راینر در جنوبگان. | تنوع و گسترش سریع آرکی‌های پروکاریوتی (مانند متانوژن) و باکتری‌ها (مانند سیانوباکتر) به‌همراه ویروس‌های اولیه. نخستین باکتری نورپرورد شناخته‌شده. نخستین ریزفسیل قطعی. نخستین کراتون‌ها بر روی زمین، مانند سپر کانادا. کوه‌زایی راینر در جنوبگان. | تنوع و گسترش سریع آرکی‌های پروکاریوتی (مانند متانوژن) و باکتری‌ها (مانند سیانوباکتر) به‌همراه ویروس‌های اولیه. نخستین باکتری نورپرورد شناخته‌شده. نخستین ریزفسیل قطعی. نخستین کراتون‌ها بر روی زمین، مانند سپر کانادا. کوه‌زایی راینر در جنوبگان. | 3600                | |
| نخست‌زیستی              | سپیده‌دم نخست‌زیستی | نخستین میکروفسیلهای احتمالی. نخستین جاندار و ارگانیسم‌های زنده همراه با نخستین خودجایگزین‌گری و آران‌ای مولکولدر حدود ۴٬۰۰۰ میلیون سال پیش، پس از فرگشت سلول‌های واقعی با پروتئین و ژن‌های بر پایه دی‌ان‌ای در حدود ۳۸۰۰ میلیون سال پیش. پایان آخرین بمباران سنگین. کوه‌زایی ناپیر در جنوبگان در حدود ۲۰۰ ± ۴٬۰۰۰ میلیون سال پیش. | نخستین میکروفسیلهای احتمالی. نخستین جاندار و ارگانیسم‌های زنده همراه با نخستین خودجایگزین‌گری و آران‌ای مولکولدر حدود ۴٬۰۰۰ میلیون سال پیش، پس از فرگشت سلول‌های واقعی با پروتئین و ژن‌های بر پایه دی‌ان‌ای در حدود ۳۸۰۰ میلیون سال پیش. پایان آخرین بمباران سنگین. کوه‌زایی ناپیر در جنوبگان در حدود ۲۰۰ ± ۴٬۰۰۰ میلیون سال پیش. | نخستین میکروفسیلهای احتمالی. نخستین جاندار و ارگانیسم‌های زنده همراه با نخستین خودجایگزین‌گری و آران‌ای مولکولدر حدود ۴٬۰۰۰ میلیون سال پیش، پس از فرگشت سلول‌های واقعی با پروتئین و ژن‌های بر پایه دی‌ان‌ای در حدود ۳۸۰۰ میلیون سال پیش. پایان آخرین بمباران سنگین. کوه‌زایی ناپیر در جنوبگان در حدود ۲۰۰ ± ۴٬۰۰۰ میلیون سال پیش. | 4000                | |
| پیشازیستی              | شواهد غیرمستقیم فتوسنتز (مانند کروژن) از زندگی اولیه. این دوره با آغاز آخرین بمباران سنگین در منظومه شمسی داخلی هم‌پوشانی دارد که احتمالاً بر اثر مهاجرت سیاره‌ای نپتون به داخل کمربند کویپر پدید آمده که ناشی از رزنانس مداری سیاره‌های مشتری و زحل است. قدیمی‌ترین سنگ‌های شناخته‌شده (۴٬۰۳۱ تا ۳٬۵۸۰ میلیون سال پیش). نخستین شواهد زندگی بر اساس مقادیر غیرمعمول بالای ایزوتوپ کربن که نشانه‌ای رایج بر وجود حیات است. پایان فاز اولیه بمباران. قدیمی‌ترین کانی شناخته‌شده (زیرکن، ۴٬۴۰۴ ± ۸ میلیون سال پیش). سیارک‌ها و دنباله‌دارها آب را به زمین آوردند. شکل‌گیری ماه (۴٬۵۳۳ تا ۴٬۵۲۷ میلیون سال پیش), احتمالاً بر اثر برخورد بزرگ، در انتهای این دوره. شکل‌گیری زمین (۴٬۵۷۰ تا ۴٬۵۶۷٫۱۷ میلیون سال پیش), آغاز فاز اولیه بمباران. شکل‌گیری خورشید (۴٬۶۸۰ تا ۴٬۶۳۰ میلیون سال پیش) . | شواهد غیرمستقیم فتوسنتز (مانند کروژن) از زندگی اولیه. این دوره با آغاز آخرین بمباران سنگین در منظومه شمسی داخلی هم‌پوشانی دارد که احتمالاً بر اثر مهاجرت سیاره‌ای نپتون به داخل کمربند کویپر پدید آمده که ناشی از رزنانس مداری سیاره‌های مشتری و زحل است. قدیمی‌ترین سنگ‌های شناخته‌شده (۴٬۰۳۱ تا ۳٬۵۸۰ میلیون سال پیش). نخستین شواهد زندگی بر اساس مقادیر غیرمعمول بالای ایزوتوپ کربن که نشانه‌ای رایج بر وجود حیات است. پایان فاز اولیه بمباران. قدیمی‌ترین کانی شناخته‌شده (زیرکن، ۴٬۴۰۴ ± ۸ میلیون سال پیش). سیارک‌ها و دنباله‌دارها آب را به زمین آوردند. شکل‌گیری ماه (۴٬۵۳۳ تا ۴٬۵۲۷ میلیون سال پیش), احتمالاً بر اثر برخورد بزرگ، در انتهای این دوره. شکل‌گیری زمین (۴٬۵۷۰ تا ۴٬۵۶۷٫۱۷ میلیون سال پیش), آغاز فاز اولیه بمباران. شکل‌گیری خورشید (۴٬۶۸۰ تا ۴٬۶۳۰ میلیون سال پیش) . | شواهد غیرمستقیم فتوسنتز (مانند کروژن) از زندگی اولیه. این دوره با آغاز آخرین بمباران سنگین در منظومه شمسی داخلی هم‌پوشانی دارد که احتمالاً بر اثر مهاجرت سیاره‌ای نپتون به داخل کمربند کویپر پدید آمده که ناشی از رزنانس مداری سیاره‌های مشتری و زحل است. قدیمی‌ترین سنگ‌های شناخته‌شده (۴٬۰۳۱ تا ۳٬۵۸۰ میلیون سال پیش). نخستین شواهد زندگی بر اساس مقادیر غیرمعمول بالای ایزوتوپ کربن که نشانه‌ای رایج بر وجود حیات است. پایان فاز اولیه بمباران. قدیمی‌ترین کانی شناخته‌شده (زیرکن، ۴٬۴۰۴ ± ۸ میلیون سال پیش). سیارک‌ها و دنباله‌دارها آب را به زمین آوردند. شکل‌گیری ماه (۴٬۵۳۳ تا ۴٬۵۲۷ میلیون سال پیش), احتمالاً بر اثر برخورد بزرگ، در انتهای این دوره. شکل‌گیری زمین (۴٬۵۷۰ تا ۴٬۵۶۷٫۱۷ میلیون سال پیش), آغاز فاز اولیه بمباران. شکل‌گیری خورشید (۴٬۶۸۰ تا ۴٬۶۳۰ میلیون سال پیش) . | شواهد غیرمستقیم فتوسنتز (مانند کروژن) از زندگی اولیه. این دوره با آغاز آخرین بمباران سنگین در منظومه شمسی داخلی هم‌پوشانی دارد که احتمالاً بر اثر مهاجرت سیاره‌ای نپتون به داخل کمربند کویپر پدید آمده که ناشی از رزنانس مداری سیاره‌های مشتری و زحل است. قدیمی‌ترین سنگ‌های شناخته‌شده (۴٬۰۳۱ تا ۳٬۵۸۰ میلیون سال پیش). نخستین شواهد زندگی بر اساس مقادیر غیرمعمول بالای ایزوتوپ کربن که نشانه‌ای رایج بر وجود حیات است. پایان فاز اولیه بمباران. قدیمی‌ترین کانی شناخته‌شده (زیرکن، ۴٬۴۰۴ ± ۸ میلیون سال پیش). سیارک‌ها و دنباله‌دارها آب را به زمین آوردند. شکل‌گیری ماه (۴٬۵۳۳ تا ۴٬۵۲۷ میلیون سال پیش), احتمالاً بر اثر برخورد بزرگ، در انتهای این دوره. شکل‌گیری زمین (۴٬۵۷۰ تا ۴٬۵۶۷٫۱۷ میلیون سال پیش), آغاز فاز اولیه بمباران. شکل‌گیری خورشید (۴٬۶۸۰ تا ۴٬۶۳۰ میلیون سال پیش) . | ~4600               | |

## نوشتارهای وابسته
- سن زمین
- تقویم کیهانی
- تاریخ فرگشتی حیات
- تشکیل و تکامل منظومه شمسی
- تاریخ زمین‌شناختی زمین
- زمین‌شناسی مریخ
- تاریخ زمین
- تاریخ زمین‌شناسی
- زمان‌بندی زمین‌شناسی ماه
- تاریخ طبیعی
- تاریخ فرگشتی حیات
- گاه‌شمار جهان
- سیر زمانی تاریخ فرگشتی حیات
- سیر زمانی فرگشت انسان
- گاه‌شمار تاریخ طبیعی